# México
México (pronunciado em português: [ˈmɛʃiku]; pronunciado em castelhano: [ˈmexiko] (escutarⓘ), oficialmente Estados Unidos Mexicanos, é uma república constitucional federal localizada na América do Norte. O país é limitado a norte pelos Estados Unidos; ao sul e oeste pelo Oceano Pacífico; a sudeste pela Guatemala, Belize e Mar do Caribe; a leste pelo Golfo do México. Com um território que abrange quase 2 milhões de quilômetros quadrados, o México é o quinto maior país da América por área total e o 14.º maior país independente do mundo. Com uma população estimada para 2020 de 126 milhões de habitantes, é o 11.º país mais populoso do mundo e o mais populoso país da hispanofonia. O México é uma federação composta por 31 estados e a Cidade do México (capital). O México figura também como o segundo país mais populoso e segundo em PIB da América Latina, em ambos os casos superado apenas pelo Brasil.
Na Mesoamérica pré-colombiana muitas culturas amadureceram e se tornaram civilizações avançadas como a dos olmecas, toltecas, teotihuacanos, zapotecas, maias e astecas, antes do primeiro contato com os europeus. Em 1521, a Espanha conquistou e colonizou o território mexicano a partir de sua base em Tenochtitlán e administrou-o como o Vice-Reino da Nova Espanha. Este território viria a ser o México com o reconhecimento da independência da colônia em 1821. O período pós-independência foi marcado pela instabilidade econômica, a Guerra Mexicano-Americana e a consequente cessão territorial para os Estados Unidos, uma guerra civil, dois impérios e uma ditadura nacional. Esta última levou à Revolução Mexicana em 1910, que culminou na promulgação da Constituição de 1917 e a emergência do atual sistema político do país. Eleições realizadas em julho de 2000 marcaram a primeira vez que um partido de oposição conquistou a presidência do Partido Revolucionário Institucional.
O México é uma das maiores economias do mundo e uma potência regional, e, desde 1994, o primeiro país latino-americano membro da Organização para a Cooperação e Desenvolvimento Econômico (OCDE), sendo um país de renda média-alta consolidada. O México é considerado um dos países recentemente industrializados e uma potência emergente, no entanto ainda apresenta elevados índices de pobreza e criminalidade. A nação tem o 13.º maior PIB nominal e o 11.º maior PIB por paridade de poder de compra. A economia está fortemente ligada à dos seus parceiros do Tratado Norte-Americano de Livre Comércio (NAFTA), especialmente os Estados Unidos. O país ocupa o quinto lugar no mundo e o primeiro da América em número de Patrimônios Mundiais da UNESCO, com 31 lugares que receberam esse título, e em 2023 foi o país mais visitado da América Latina e o 6.º do mundo, com 38,33 milhões de turistas internacionais.

## Etimologia
Depois de a Nova Espanha conquistar a independência do Império Espanhol, foi decidido que o novo país teria o nome de sua capital, a Cidade do México, que foi fundada em 1524 em cima da antiga capital asteca de Tenochtitlan-México. O nome vem da língua nahuatl, mas seu significado é desconhecido. Mēxihco era o termo em nahuatl usado para se referir ao coração do império asteca, o Vale do México, e ao seu povo, os astecas, no que depois se tornou o futuro estado do México como uma divisão da Nova Espanha antes da independência. O sufixo -co é um locativo em nahuatl, o que torna a palavra o nome de um lugar. Além disso, a etimologia do termo ainda é incerta. Tem sido sugerido que ele é derivado de Mextli ou Mēxihtli, um nome secreto para o deus da guerra e patrono dos astecas, Huitzilopochtli, caso em que Mēxihco significa "Lugar onde Huitzilopochtli vive". Outra hipótese sugere que Mēxihco deriva de um amálgama das palavras nahuatl para "Lua" (Metztli) e centro (xīctli). Este significado ("lugar no centro da Lua") pode referir-se à posição de Tenochtitlán no meio do lago Texcoco. O sistema de lagos interligados, dos quais Texcoco formava o centro, tinha a forma de um coelho, que os mesoamericanos associavam pareidoliamente à Lua. Ainda há outra hipótese que sugere que a palavra é derivada de Mēctli, a deusa do agave.
O nome da cidade-Estado foi transliterado para o espanhol como México com o valor fonético da letra <x> no espanhol medieval, que representava a fricativa pós-alveolar surda [ʃ]. Este som, bem como a fricativa pós-alveolar sonora [ʒ], representado por um <j>, evoluiu para uma fricativa velar surda [x] durante o século XVI. Isso levou ao uso da variante Méjico em muitas publicações em espanhol, sobretudo na Espanha, enquanto no México e na maioria dos outros países de língua espanhola México era a grafia preferida. Nos últimos anos, a Real Academia Espanhola, que regulamenta a língua espanhola, determinou que ambas as variantes são aceitáveis no idioma, mas que a grafia normativa recomendada é México.
O nome oficial do país mudou conforme a forma de governo. Em duas ocasiões (1821–1823 e 1863–1867), o país era conhecido como Imperio Mexicano (Império Mexicano). Todas as três constituições federais (1824, 1857 e 1917, a Constituição atual) usavam o nome Estados Unidos Mexicanos ou Estados-Unidos Mexicanos. O nome República Mexicana foi usado nas Leis Constitucionais de 1836. Em 22 de novembro de 2012, o presidente Felipe Calderón enviou ao congresso mexicano uma legislação para mudar o nome oficial do país para simplesmente México. Para entrar em vigor, o projeto precisa ser aprovado por ambas as casas do congresso, assim como pela maioria das 31 legislaturas estaduais do país. Como esta legislação foi proposta apenas uma semana antes de Calderón passar o governo para Enrique Peña Nieto, os críticos de Calderón interpretaram isso como um gesto simbólico.

## História

### Culturas pré-colombianas

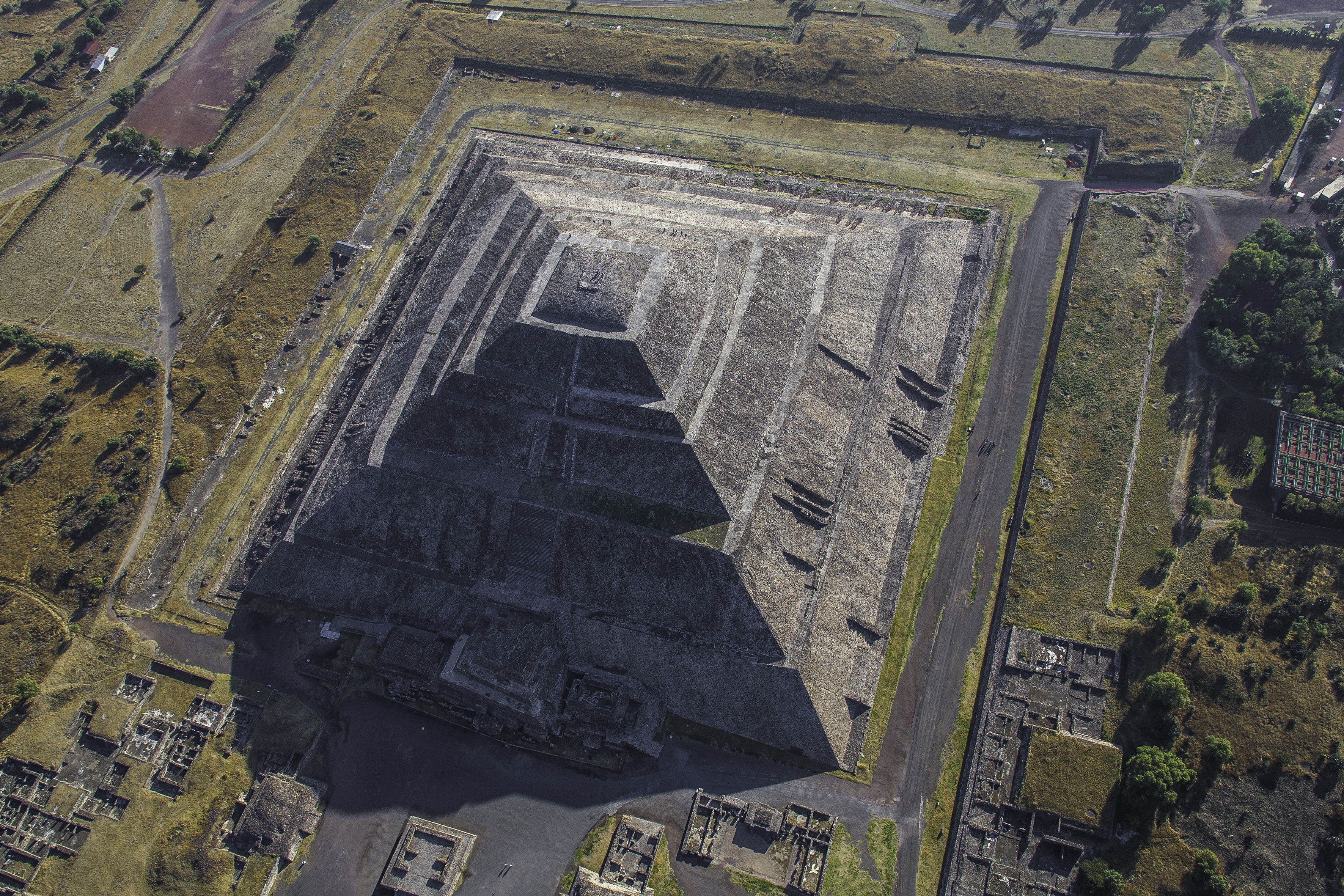
Pirâmide do Sol, na cidade antiga mesoamericana de Teotihuacan

Há muito debate acerca do povoamento da América. Estudos genéticos comprovam a tese de que os ancestrais dos povos ameríndios eram caçadores-coletores asiáticos do leste da Sibéria. A data em que o homem chegou à América vindo da Ásia Setentrional é bastante debatida, pois alguns estudiosos propõem que ocorreu há 30 mil anos ou até 40 mil anos, mas tais datas não são aceitas pela comunidade científica, que afirma que a data de chegada foi em algum momento por volta de há 20 mil anos. Também é debatida a rota de chegada do homem à América a partir da Sibéria: a mais aceita é a da travessia a pé da Beríngia e uma posterior passagem por um corredor terrestre descongelado no extremo norte do continente, mas também é proposta uma rota alternativa por meio da navegação em pequenos barcos próximo ao litoral.
Fogueiras encontradas no Vale do México foram datadas por radiocarbono de 21 000 a.C. e alguns fragmentos de ferramentas de pedra foram encontrados perto das fogueiras, indicando a presença de humanos naquela época. O fóssil humano mais antigo já achado na América, apelidado de Eva de Naharon, datado em 13 600 anos, foi encontrado em 2001 no estado de Quintana Roo.
Com o clima mais seco e a mudança na fauna ocorridos com o fim do Último período glacial, por volta de 9 500 a.C., os habitantes da Mesoamérica foram forçados a trocar a caça de animais de grande porte pela caça de pequenos animais e a coleta de frutos silvestres. Gradualmente, nos milênios seguintes foi surgindo uma agricultura nessa região e na Aridoamérica, tendo como principais cultivos o milho, feijão, cucurbita e pimenta chili.
Paulatinamente, vilas neolíticas foram se desenvolvendo, originando os embriões de civilizações, em grande parte na área mesoamericana, mas também no atual estado de Chihuahua.
Por volta de 1500 a.C., em uma disputa por região de terras férteis entre os atuais estados de Veracruz e Tabasco, surgiu a primeira civilização na Mesoamérica, a olmeca, cujos principais centros foram San Lorenzo e La Venta. Os olmecas se destacaram por serem os primeiros a criar centros cerimoniais de pedra e por sua arte, que inclui cabeças colossais, máscaras e estatuetas de jade.
Entre 100 a.C. e 300 d.C., houve a disseminação de sociedades complexas e civilizações pela Mesoamérica, com forte influência olmeca. Nessa época, surgiu, na região do Vale do México, Teotihuacan, uma grande cidade, com uma população entre 125 e 200 mil habitantes, e centro de uma civilização e de um império político e comercial. Também apareceu nesse mesmo período, na Península de Iucatã, a civilização maia, que se destacou por seus avançados conhecimentos astronômicos e matemáticos e pela sua arquitetura.
Entre os séculos VIII e XIII, ocorreu a decadência das civilizações clássicas da Mesoamérica (maias e teotihuacanos), cuja causa ainda é debate entre arqueólogos. Ao mesmo tempo, os toltecas, vindos do norte do México e falantes de uma língua da família uto-asteca, ocuparam o Vale do México e ali criaram a sua civilização, que era o poder religioso, político e comercial da região.
Por volta do século XIII, os astecas, um povo falante de língua uto-asteca oriundo do noroeste do México, ocuparam o Vale do México e destruíram a civilização tolteca, estabelecendo em seu lugar a civilização asteca. Em 1325, fundaram, em uma ilha do Lago de Texcoco, a sua capital, Tenochtitlán. Essa civilização subjugou os povos vizinhos e se tornou a força dominante na região da Mesoamérica.
Estimativas populacionais apontam para uma população de 6 a 25 milhões de habitantes na região do atual México na época da conquista espanhola.

### Colonização espanhola (1519–1821)

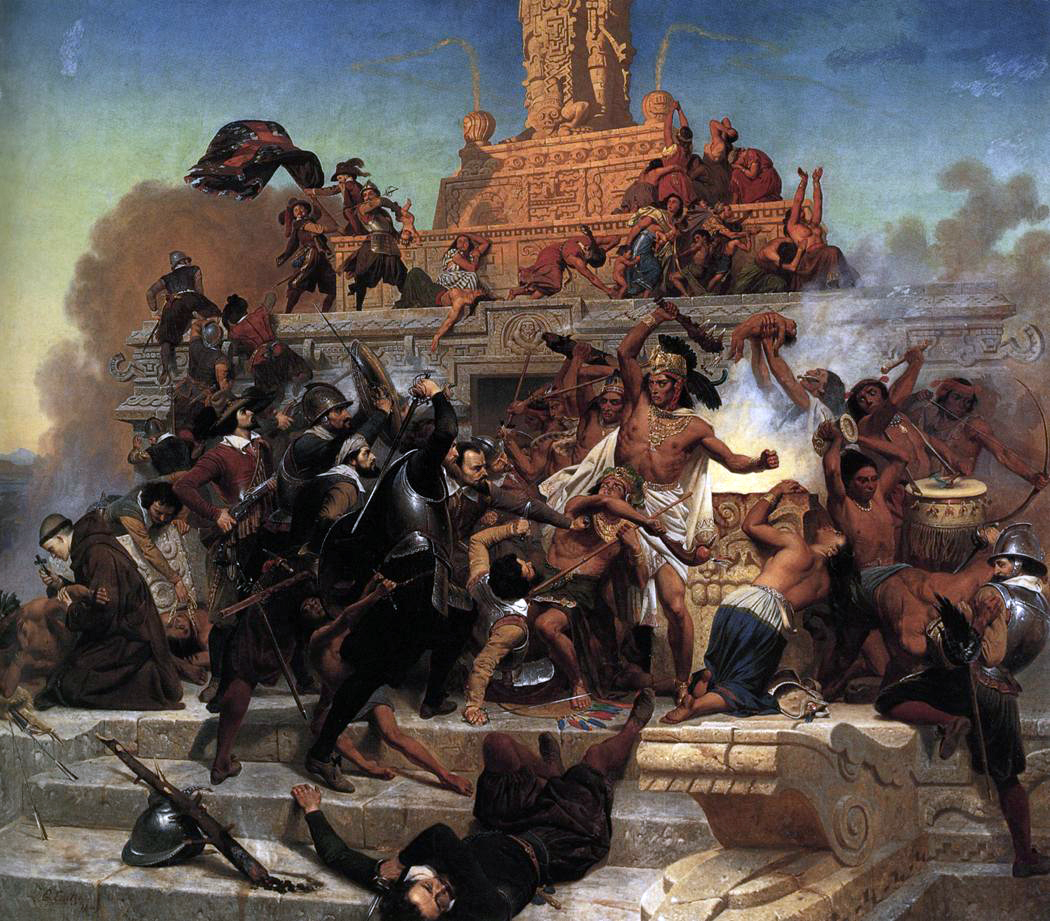
Em 1521, soldados espanhóis liderados por Hernán Cortés invadiram o Império Asteca e ocuparam e saquearam sua capital, Tenochtitlán (atual Cidade do México).

As primeiras expedições espanholas no México partiram de Cuba a mando do governador Diego Velázquez de Cuéllar e exploraram a região da Península de Iucatã e a costa do Golfo do México, sendo elas as de Francisco Hernández de Córdoba (1517) e Juan de Grijalva (1518).
Em março de 1519, Hernán Cortés desembarcou no litoral de Tabasco. Pouco tempo depois, fundou a cidade de Veracruz, base para a conquista do Império Asteca, de onde partiu em direção a Tenochtitlán, chegando ali em novembro, tendo contatos amistosos com os astecas. No entanto, os espanhóis sequestraram o imperador asteca Montezuma II em seguida, assim iniciando conflitos. Cortés foi forçado a voltar para Veracruz, para lutar contra as tropas do governador de Cuba, de quem havia se tornado inimigo, e deixou seus homens em Tenochtitlán. Em junho de 1520, Montezuma foi substituído por Cuitláhuac, que ordenou uma guerra total contra os conquistadores, o que resultou no episódio conhecido como Noite Triste, no qual metade dos espanhóis morreu. Após uma epidemia de varíola, doença introduzida pelos europeus, que dizimou milhões de indígenas, e a formação de alianças com tribos inimigas dos astecas, em abril de 1521 as tropas de Cortés iniciaram o Cerco de Tenochtitlan, que finalizou-se em agosto, com a rendição do último imperador asteca, Cuauhtémoc. Nos anos seguintes, os europeus conquistaram o restante do Império Asteca, anexando-o ao Império Espanhol.
A conquista militar foi acompanhada pela cristianização e aculturação dos povos indígenas.
Depois da conquista do Império Asteca, os conquistadores rapidamente subjugaram a maioria das outras tribos do sul do México ao seu domínio e o estenderam até o sul da Guatemala e Honduras. Iniciou-se, em 1526, a conquista da Península de Iucatã, aonde ainda existiam povos maias, com sua civilização em decadência, mas houve forte resistência indígena e os espanhóis só conseguiram conquistar toda a região vinte anos depois. Entre 1530 e 1536, o atual estado de Jalisco e outras regiões da costa mexicana do Pacífico foram conquistados por Nuño de Guzmán. A conseguinte descoberta de jazidas de metais preciosos nos estados de Zacatecas, Guanajuato e San Luis Potosí iniciou a colonização do centro-norte do México. A colonização do norte do México pelo espanhóis ocorreu apenas a partir do final do século XVI, devido à resistência indígena local e ao fato de a região ser predominantemente desértica, e o que atraiu primeiro os colonizadores para essa área foi a procura por pedras preciosas, mas acabaram colonizando-a por meio da agropecuária.
Em 1535, foi criado o Vice-Reino da Nova Espanha, o primeiro da América Hispânica, que floresceu graças à mineração de prata.
Na segunda metade do século XVIII, surgiram as primeiras ideias separatistas no México, causadas pelas reformas do rei espanhol Carlos III, que reforçaram e centralizaram o poder da Espanha sobre as colônias e o mercantilismo, e o Iluminismo, movimento que levava ao questionamento do absolutismo. Além disso, as revoluções Americana e Francesa também estimularam o separatismo não apenas na Nova Espanha, mas também em outras colônias espanholas.

### Independência (1810–1821)

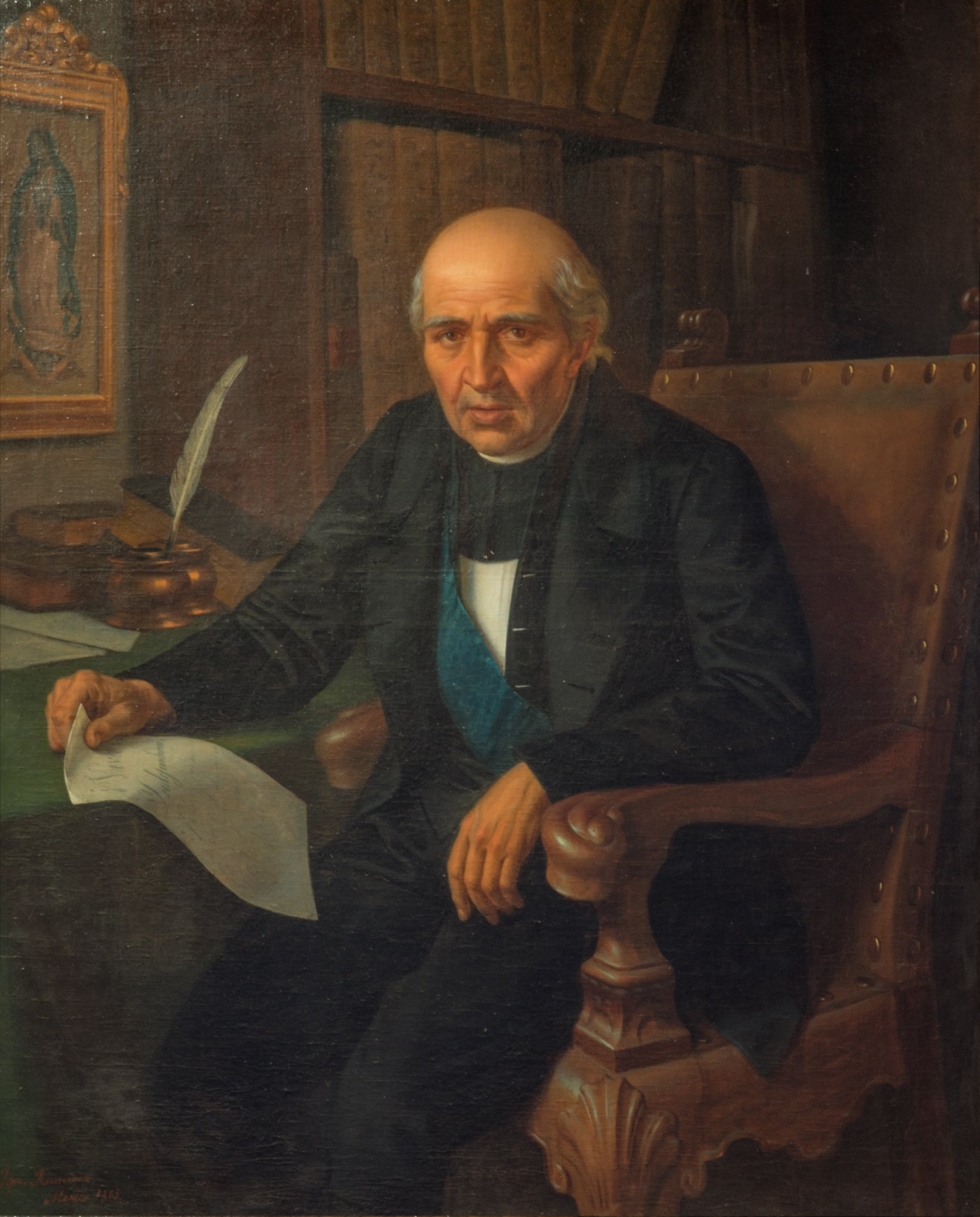
Miguel Hidalgo y Costilla, líder da Guerra da Independência do México.

Em 1808, Napoleão Bonaparte invadiu a Espanha, tirou do trono Fernando VII e nomeou como rei o seu irmão José Bonaparte. Este foi o estopim para a independência do México.
Em 16 de setembro de 1810, o Padre Miguel Hidalgo emitiu na cidade de Dolores Hidalgo, Guanajuato, o Grito de Dolores, clamando a população para lutar pelo fim do domínio espanhol e pela igualdade de todos. O primeiro grupo insurgente era formado por Hidalgo, o capitão do exército vice-reinal espanhol Ignacio Allende, o capitão de milícias Juan Aldama e "La Corregidora" Josefa Ortiz de Domínguez. Hidalgo e alguns de seus soldados foram capturados pelas tropas realistas e executados por um pelotão de fuzilamento em Chihuahua em 31 de julho de 1811. Após sua morte, a liderança foi assumida pelo padre José María Morelos, que ocupou as principais cidades do sul.
Em 1813, foi convocado o Congresso de Chilpancingo e, em 6 de novembro, foi assinada a Ata solene da declaração de independência da América Setentrional. Morelos foi executado por tropas metropolitanas em 22 de dezembro de 1815. Grupos guerrilheiros, cada vez menores, continuaram a luta pela independência, com o legado de Hidalgo e Morelos.
Nos anos seguintes, a revolta esteve perto do colapso, mas em 1820 o vice-rei Juan Ruiz de Apodaca enviou um exército sob o comando do general crioulo Agustín de Iturbide contra as tropas de Vicente Guerrero. Em vez de lutar, Iturbide aproximou-se de Guerrero para juntar forças. Iturbide foi apoiado pelos conservadores, temerosos de que a constituição espanhola liberal restaurada em 1820 tirasse os direitos e privilégios do clero.
Em 1821, foi criado o Exército Trigarante, com as três garantias do Plano de Iguala (independência, união e preservação do Catolicismo), que conquistou a maior parte do território mexicano. O chefe das tropas espanholas, pressionado, foi forçado a assinar o Tratado de Córdoba em 24 de agosto daquele ano, por meio do qual a Espanha reconheceu a independência Nova Espanha, passando a ser o México, e assegurava que um imperador seria eleito caso um príncipe europeu adequado ao trono não fosse escolhido. Enquanto isso, uma regência interina governava o novo país.

### Primeiro Império e Primeira República (1821–1846)

Primeiro Império Mexicano

Em maio de 1822, Iturbide foi aclamado Imperador, com o título de Agostín I. No entanto, a relação com o Congresso foi se deteriorando e o monarca mandou fechá-lo no final de outubro daquele ano, passando a governar por meio de uma junta, o que o fez perder popularidade entre a elite e os militares. Em dezembro de 1822, o General Antonio López de Santa Anna proclamou a república e o imperador foi forçado a renunciar e ir para o exílio, mas retornou ao México em 1824, sendo preso e executado logo em seguida.
Até a adoção da primeira Constituição mexicana, em 1824, o país vivia grandes dificuldades econômicas, pois a economia estava se deteriorando, a dívida externa aumentando e muitas revoltas militares ocorriam devido à falta de dinheiro para pagar o Exército.
Em 1824, foi aprovada a primeira Constituição, que estabelecia um sistema federalista e excluía a imensa maioria da população da participação política. Como a escravidão nunca foi predominante no México e já havia diminuído muito, a sua abolição, em 1829, foi algo mais simbólico.
Os primeiros anos da República foram caracterizados pela instabilidade política econômica e pelo embate entre os conservadores, favoráveis a um Estado unitário e ao Catolicismo como religião oficial, e os liberais, adeptos de um Estado federal e secular.
Em 1836, o general Antonio López de Santa Anna, um centralista e ditador por duas vezes, aprovou as Siete Leyes, uma alteração radical que institucionalizou a forma centralizada de governo. Quando ele suspendeu a Constituição de 1824, uma guerra civil espalhou-se por todo o país e as repúblicas do Rio Grande e de Yucatán declararam independência. Devido à forte presença de estadunidenses na região do Texas, ela declarou sua independência também em 1836, sendo anexada aos Estados Unidos como um estado em 1845.
Disputas fronteiriças levaram à Guerra Mexicano-Americana (1846–1848), cujo estopim foi um confronto entre tropas de ambos os países em abril de 1846. O conflito foi encerrado por meio do Tratado de Guadalupe Hidalgo (2 de fevereiro de 1848), por meio do qual o México cedeu metade do seu território — Califórnia, Arizona e Novo México — aos Estados Unidos. Uma transferência muito menor de território, em partes do sul do Arizona e do Novo México — Compra Gadsden — ocorreu em 1854.
A Guerra das Castas de Yucatán, a revolta maia, que começou em 1847, foi uma das mais bem-sucedidas revoltas modernas de indígenas americanos. Rebeldes maias, ou cruzob, mantiveram enclaves relativamente independentes até a década de 1930.

### Segundo Império e Segunda República (1855–1876)

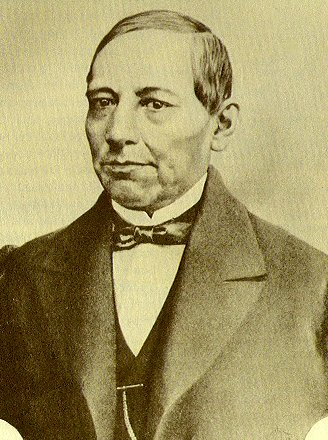
Benito Juárez, presidente durante La Reforma.

A insatisfação com o retorno de Santa Anna ao poder levou ao surgimento de uma nova geração da oposição liberal, cujo principal nome era o do indígena zapoteca Benito Juárez. Seus membros assinaram o Plano de Ayutla (1854). No ano seguinte, Santa Anna foi deposto por uma revolta liberal e Ignacio Comonfort assumiu a presidência. O novo governo adotou reformas, conhecidas como La Reforma, cujo principal arquiteto foi Juárez: os militares e clero perderam privilégios e a Igreja foi forçada a vender suas terras. Em 1857, foi adotada uma nova Constituição, de caráter liberal e progressista, estabelecendo o México como um país federal e democrático e diminuindo o poder da Igreja. Comonfort renunciou logo em seguida, sendo substituído por Juárez. As medidas laicistas e anticlericais da nova Carta Magna irritaram os conservadores, levando a uma guerra civil, a Guerra da Reforma, entre liberais e conservadores. Em janeiro de 1861, os liberais conquistaram a Cidade do México, vencendo a guerra, e proclamaram Juárez presidente.
Derrotados, os conservadores mexicanos pediram ajuda para o imperador da França Napoleão III, que viu o país como uma base estratégica para os planos franceses na América Latina. Em dezembro de 1861, navios franceses, espanhóis e britânicos desembarcaram no México e começaram a invadir o país, sob o pretexto de dívidas do governo mexicano com essas potências europeias. Por causa de desacordos com a forma de cobrar as dívidas, Reino Unido e Espanha deixaram a empreitada e a França continuou a invasão, chegando à Cidade do México em 10 de junho de 1863. Napoleão transformou o México em um Império novamente e coroou um aliado, o príncipe austríaco Maximiliano de Habsburgo, como monarca do país.
Maximiliano tentou adotar uma política de conciliação nacional, mas suas intervenções nas Forças Armadas Mexicanas e a manutenção de medidas laicistas e anticlericais o fizeram perder apoio dos conservadores. Enquanto isso, Benito Juárez liderava um governo paralelo.
A presença de tropas no México estava custando caro aos cofres franceses e, após o fim da Guerra Civil Americana, os Estados Unidos pediram a Napoleão III para retirar suas tropas do vizinho e a interrupção da contratação de mercenários austríacos para o Exército Imperial Mexicano, o que foi feito. Sem as tropas francesas, as tropas imperiais foram sendo derrotadas gradativamente pelas forças republicanas. Em 15 de maio de 1867, Maximiliano e seu exército se renderam ante às tropas lideradas por Juárez e o imperador rendido foi fuzilado pouco mais de um mês depois.
Ao retornar à presidência, em 1867, Juárez adotou políticas de reconstrução do México, graças à ajuda financeira dos Estados Unidos, e gradualmente reatou relações com os países europeus, além de continuar com certas reformas. No entanto, muitos liberais começaram a se opor ao presidente, pois estava se tornando um líder autoritário e conseguiu a reeleição inconstitucionalmente em 1871. Juárez morreu em julho de 1872 e assumiu a presidência Sebastián Lerdo de Tejada, seu aliado, que enfrentou uma oposição conservadora.

### Porfiriato (1876–1911)

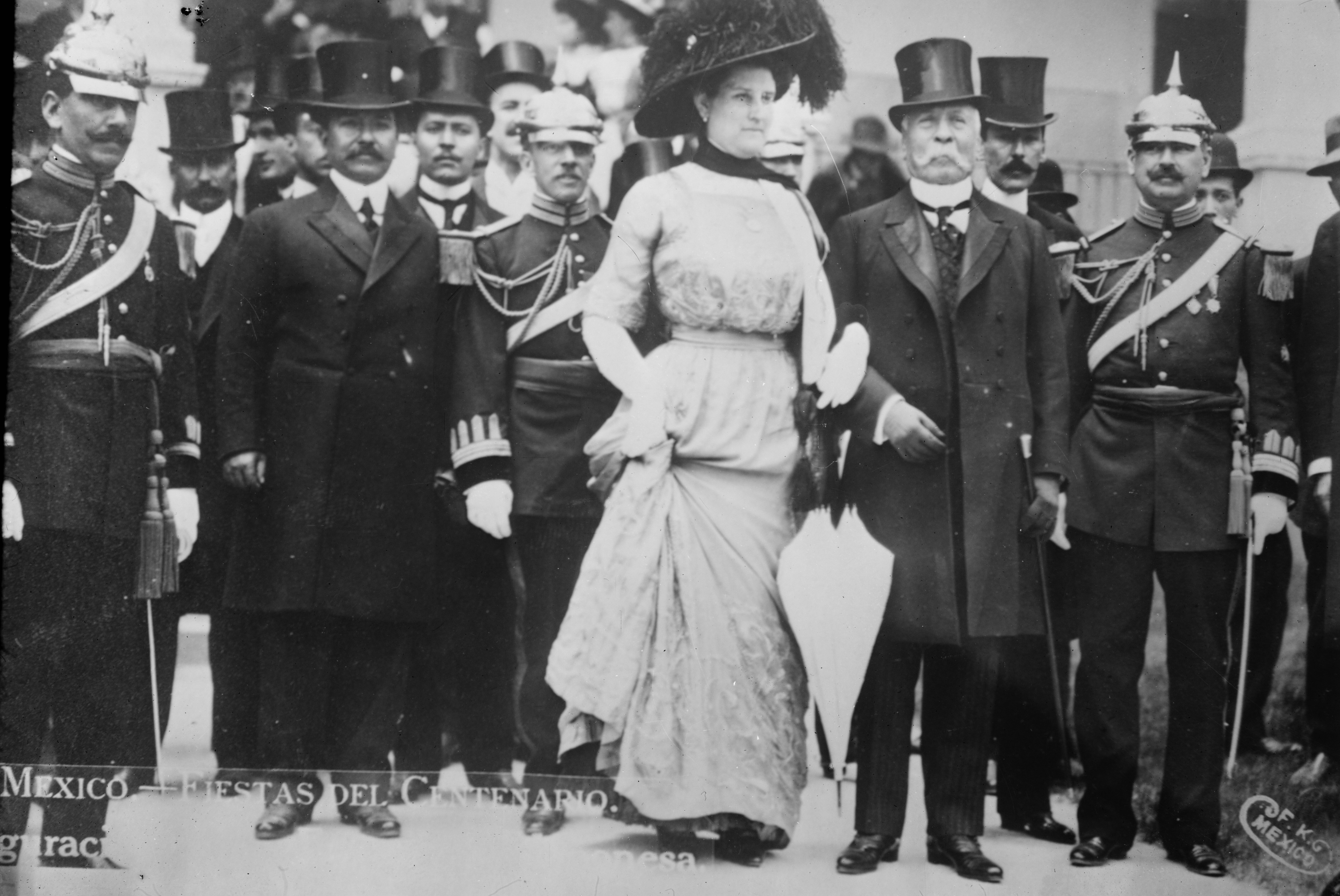
Porfírio Diaz com sua esposa e membros do governo.

Em 1876, Lerdo foi deposto pelo General Porfirio Díaz.
Díaz governou o México pela primeira vez entre 1876 e 1880. Entre 1880 e 1884, o poder esteve nas mãos de seu aliado Manuel González. Em 1884, Porfirio retornou ao poder, ali permanecendo até 1911, sendo reeleito cinco vezes consecutivas. O período entre 1876 e 1911 ficou conhecido como Porfiriato, caracterizado pela continuidade do projeto modernizante que Juárez e Lerdo elaboraram e implementaram, notáveis realizações econômicas, investimentos nas artes e ciências, mas essas medidas beneficiaram apenas a elite mexicana e houve uma forte desigualdade econômica e repressão política. As primeiras indústrias nas grandes cidades surgiram nessa época e os operários eram bastante explorados e ganhavam salários baixos.
Díaz governou com um grupo de confidentes que ficaram conhecidos como os científicos, dos quais o mais influente foi o secretário da Fazenda, José Yves Limantour. O regime porfiriano foi influenciado pelo positivismo.
O Porfiriato levou a desigualdades no desenvolvimento que causaram tensões: as desigualdades setoriais, pois as exportações de produtos mineradores e de matérias-primas estavam crescendo consideravelmente, enquanto os alimentos e os bens de consumo estavam mais escassos, e desigualdades entre regiões. A produção de milho caiu de 2,5 milhões em 1877 para 2 milhões em 1910, enquanto a população aumentou, o que, traduzido em produção per capita, representou uma redução de 50%. A propriedade em grande escala gerou uma forte concentração fundiária. No final da presidência de Díaz, 97% da terra arável pertencia a 1% da população e 95% dos camponeses perderam suas terras, tendo que se tornar trabalhadores agrícolas em latifúndios ou migrar para as cidades e trabalhar nas indústrias, formando um miserável proletariado urbano, cujas revoltas seriam esmagadas uma a uma.

### Revolução Mexicana (1910–1920)

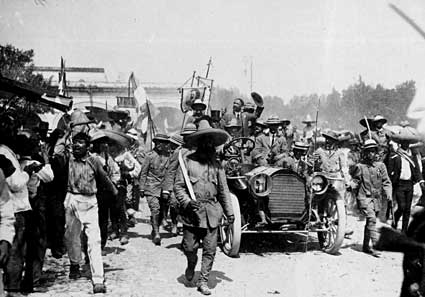
Francisco I. Madero e Emiliano Zapata durante a Revolução Mexicana.

Em 1910, Porfirio Díaz venceu as eleições de modo fraudulento. O candidato derrotado da classe média, Francisco I. Madero, não aceitou os resultados. Ao mesmo tempo, grupos camponeses, liderados no norte por Pancho Villa e no sul por Emiliano Zapata, pegaram em armas para exigir a deposição de Díaz e reformas sociais em prol da massa camponesa e indígena, como a reforma agrária. Iniciou-se, assim, a Revolução Mexicana.
Em 1911, Díaz foi deposto e Madero assumiu a presidência. No entanto, o novo presidente enfrentou dissidências na elite e entre os camponeses e não fez a reforma agrária e, devido a isso, os revolucionários se recusaram a depor as armas. Em 1913, Madero foi deposto e morto pelo General Victoriano Huerta, que tentou reprimir os camponeses. Com isso, Villa e Zapata se aliaram ao movimento constitucionalista liderado por Venustiano Carranza, liberal.
Em 1914, Huerta foi deposto. Carranza assumiu a presidência e fez reformas sociais, mas a reforma agrária não foi cumprida, o que levou os revolucionários de volta à luta armada em 1915. Em 1917, foi promulgada uma nova Constituição, que persiste até hoje, na qual foi estabelecida a educação gratuita e obrigatória, direitos trabalhistas básicos e o poder do Estado de fazer a reforma agrária.
Os adversários políticos mandaram assassinar Zapata em 1919 e Villa em 1923.
Estima-se que a Revolução Mexicana matou 900 mil pessoas de uma população de 15 milhões de habitantes em 1910.

### Governo do PRI (1920–1990)

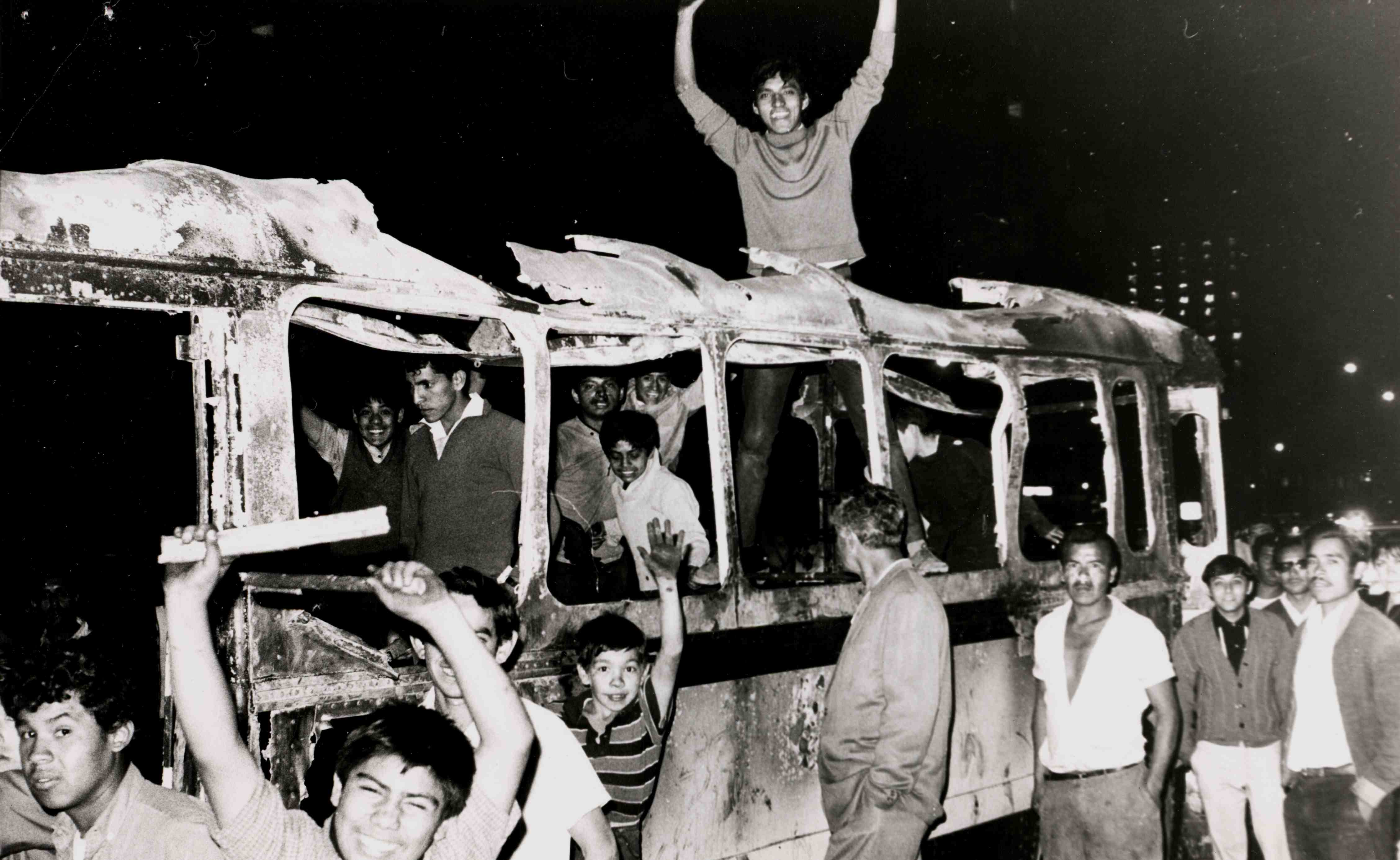
Estudantes durante os protestos de 1968, que culminaram no Massacre de Tlatelolco.

Assassinado em 1920, Carranza foi sucedido por um outro herói revolucionário, Álvaro Obregón (1920–1924), que por sua vez foi sucedido por Plutarco Elías Calles (1924–1928). Obregón foi eleito para um novo mandato em 1928, mas foi assassinado antes que pudesse assumir o poder. Sob os governos de Obregón, Calles e Emilio Portes Gil (1928–1930), a reforma agrária reconhecida pela Constituição de 1917 começou a ser implementada. As condições de vida melhoraram e a taxa de mortalidade infantil caiu de 224,4‰ para 137,7‰ entre 1923 e 1931. Foi feito um esforço sério em favor da educação: o orçamento da educação ascendeu a 14% das despesas do Estado e o número de escolas rurais triplicou. A taxa de alfabetização para os maiores de 10 anos aumentou de 25% em 1924 para 51% em 1930.
Em 1929, Calles fundou o Partido Nacional Revolucionário (PNR), mais tarde rebatizado de Partido Revolucionário Institucional (PRI), para enfatizar a valorização das instituições do país, e iniciou um período conhecido como Maximato (1929–1934). Em 1934, o militar Lázaro Cárdenas foi eleito presidente e durante o seu governo (1934–1940), de tendência nacionalista e populista, houve uma ampliação da reforma agrária e a implementação de várias reformas econômicas e sociais. O seu mais importante feito foi a nacionalização do petróleo em 18 de março de 1938, o que provocou uma crise diplomática com os países cujos cidadãos tinham perdido negócios pela desapropriação das empresas petrolíferas estrangeiras.
O sucessor de Cárdenas, Manuel Ávila Camacho (1940–1946), adotou uma política interna conciliatória e seu governo foi o início de uma fase de desenvolvimento industrial do país. No contexto da Segunda Guerra Mundial, a gestão Ávila firmou um acordo com os Estados Unidos, por meio do qual o México fornecia matéria-prima aos estadunidenses e, em troca, estes davam empréstimos para auxiliar a economia do vizinho hispânico. Em 1942, o México declarou guerra às potências do Eixo, pois dois de seus navios-tanque foram afundados por submarinos alemães. A maior contribuição militar mexicana na Guerra foi o envio de unidades aéreas para lutar junto com os Estados Unidos nas Filipinas.
Nas décadas após a Segunda Guerra Mundial, o México experimentou um substancial crescimento econômico, o que alguns historiadores chamam de "milagre mexicano". Obras de infraestrutura, como usinas hidrelétricas, ferrovias e rodovias, foram construídas e a indústria petroquímica se desenvolveu. Apesar de a economia ter florescido, a desigualdade social continuou sendo um fator de descontentamento. Além disso, durante os governos do PRI, o estado mexicano estava se tornando cada vez mais autoritário e às vezes opressivo, como no Massacre de Tlatelolco em 1968, que custou a vida de cerca de 200 a 1500 manifestantes.

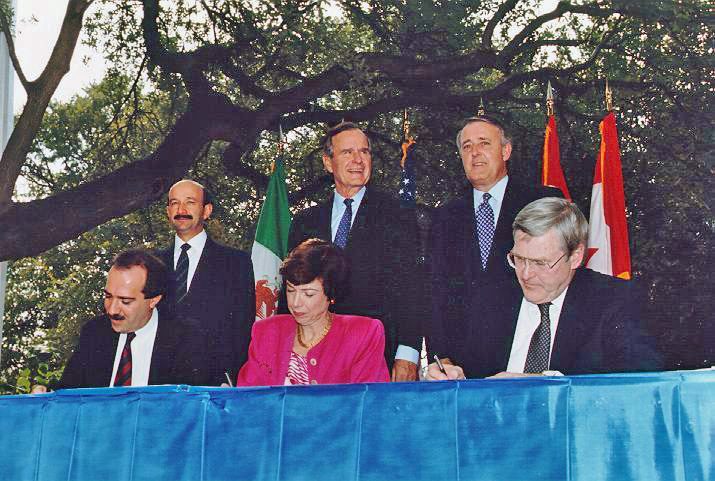
Cerimônia de assinatura do NAFTA em outubro de 1992. Da esquerda para a direita (em pé), os chefes de Estado Carlos Salinas de Gortari, George H. W. Bush e Brian Mulroney.

As reformas eleitorais e a crise petrolífera mundial de 1973 marcaram a administração de Luis Echeverría (1970–1976). A queda nas exportações e no preço do petróleo e o aumento da taxa dos juros levaram à crise econômica de 1982, quando o governo decretou a moratória da dívida externa. O governo de Miguel de la Madrid (1982–1988) recorreu à desvalorização da moeda, o que, por sua vez, provocou mais inflação.
Na década de 1980, as primeiras rachaduras na posição de monopólio político do PRI eram vistas com a eleição de Ernesto Ruffo Appel no estado da Baixa Califórnia e a fraude eleitoral em 1988, o que impediu o candidato de esquerda Cuauhtémoc Cárdenas de ganhar as eleições presidenciais nacionais, perdendo para Carlos Salinas de Gortari e levando a protestos maciços na Cidade do México.

### Período contemporâneo (1990–)

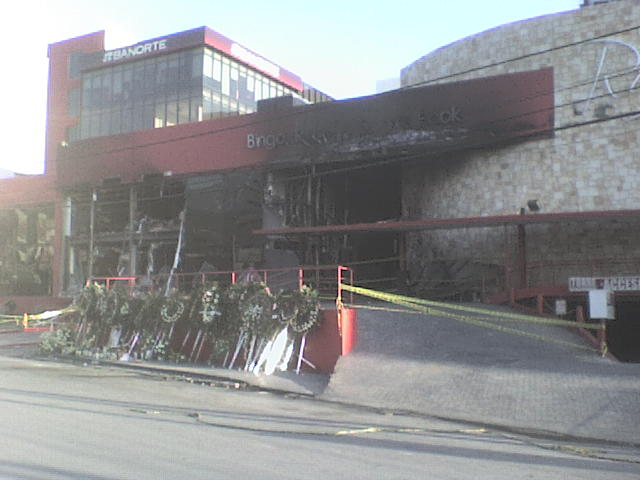
Cassino Royale, em Monterrei, após ter sido incendiado por membros do cartel Los Zetas em agosto de 2011, deixando 52 mortos

O governo de Salinas (1988–1994) embarcou em um programa de reformas neoliberais, que fixou a taxa de câmbio, controlou a inflação e culminou com a assinatura do Tratado Norte-Americano de Livre Comércio (NAFTA), que entrou em vigor em 1 de janeiro de 1994. No mesmo dia, o Exército Zapatista de Libertação Nacional (EZLN) iniciou uma rebelião armada de duas semanas de duração contra o governo federal e continuou nos anos seguintes como um movimento de oposição não violento contra o neoliberalismo e a globalização.
No início do governo de Ernesto Zedillo (1994–2000), houve uma grave crise econômica no México, provocada pela abertura às importações e o consequente déficit na balança comercial, conhecida como efeito tequila, e a moeda se desvalorizou. Com um rápido pacote de resgate estadunidense autorizado pelo presidente Bill Clinton e as principais reformas macroeconômicas iniciadas por Zedillo, a economia recuperou-se rapidamente e atingiu um crescimento de quase 7% ao ano até o final de 1999.
Nos anos 1990, houve um crescimento na oposição mexicana, cujos principais partidos eram o conservador Partido de Ação Nacional (PAN) e o esquerdista Partido da Revolução Democrática (PRD). Nas eleições legislativas de 1997, pela primeira vez em 68 anos, o PRI perdeu a maioria no Legislativo.
Após reformas eleitorais, o México realizou, em 2000, sua primeira eleição presidencial sem fraudes, vencida pelo candidato Vicente Fox (PAN), quebrando a hegemonia de 71 anos do PRI na presidência. O governo de Fox (2000–2006) continuou com políticas neoliberais e prometia o combate à corrupção e ao narcotráfico. Essa gestão também convocou uma comissão para investigar os abusos aos direitos humanos ocorridos durante a Guerra Suja Mexicana nos anos 1960 a 1980.
As eleições de 2006 foram uma das mais acirradas da história mexicana. O candidato governista, Felipe Calderón (PAN), foi eleito presidente com estreitíssima margem sobre Andrés Manuel López Obrador (PRD), mais conhecido como AMLO. Obrador e seus apoiadores não reconheceram o resultado das urnas e exigiram a recontagem dos votos. Calderón tomou posse em dezembro, enquanto AMLO se autoproclamou presidente paralelo.
Durante o governo Calderón (2006–12), foi aprovada uma legislação que reformou o sistema judiciário, trabalhou-se para fortalecer o sistema energético. No entanto, o que mais se destacou nesse período foi o início da controversa guerra contra os cartéis de drogas, bastante criticada por manter as altas taxas de violência, por gerar milhares de mortos e ter tido poucas soluções. A crise econômica mundial de 2008 afetou duramente a economia mexicana, pois a recessão foi iniciada no seu maior parceiro comercial, os Estados Unidos. Os efeitos da crise pioraram por causa do grande número de casos de uma nova modalidade de gripe, a gripe suína, que rapidamente se espalhou pelo mundo. A situação econômica fortaleceu o PRI, que derrotou o governo nas eleições parlamentares de 2009.
As eleições presidenciais de 2012 significaram o retorno do PRI, com a eleição para a presidência de Enrique Peña Nieto, que derrotou López Obrador (PRD) e Josefina Vázquez (PAN). Respondendo às alegações de AMLO de supostas violações à lei eleitoral e fraude nas urnas, o órgão eleitoral recontou os votos da maioria dos locais de votação e confirmou a vitória de Peña Nieto.
Logo no início do governo de Peña Nieto (2012–8), o novo presidente anunciou um plano com uma ampla agenda de reformas, que seria aplicada gradualmente, cuja efetivação se iniciou em fevereiro de 2013, com a reforma educacional e, em seguida, as reformas financeira e energética. Em 2014, houve um aumento da imigração de centro-americanos para os Estados Unidos, fugindo da criminalidade em seus países de origem, e o governo mexicano respondeu adotando medidas mais rígidas contra a imigração ilegal. No mesmo ano, foi aplicada a reforma política e eleitoral.
No final do governo de Peña Nieto, houve uma série de escândalos de corrupção, alguns deles envolvendo sua esposa, e a violência atingiu recordes. Isso favoreceu a vitória de López Obrador nas eleições de 2018, dessa vez pelo partido de esquerda Movimento Regeneração Nacional, por ele fundado em 2014. Obrador ganhou as eleições com mais da metade dos votos e venceu em todos os estados do país (exceto em Guanajuato), inclusive no norte que nunca o apoiara, tomando posse em 1° de dezembro de 2018.
No início de seu governo, Obrador adotou políticas de distribuição de renda às camadas mais pobres, aumentou o salário-mínimo e fez uma reforma trabalhista. O presidente prometeu acabar com o capital privado na estatal petrolífera Pemex. A pandemia de COVID-19 afetou fortemente o México, com a maior queda no PIB em quase 90 anos, e o governo foi criticado por não testar a população contra a doença. Em 2021, a aliança governista manteve a maioria legislativa e, no ano seguinte, com altas taxas de aprovação, um plebiscito, com 40% da participação esperada, apoiou a permanência de AMLO na presidência.

## Geografia
O México está localizado a cerca de 23 ° N e 102 ° W na porção sul da América do Norte. Quase todo o México está na Placa Norte-americana, com pequenas partes da península de Baja California nas placas do Pacífico e de Cocos. Geofisicamente, alguns geógrafos incluem o território a leste do Istmo de Tehuantepec (cerca de 12% do total) na América Central. Geopoliticamente, no entanto, o México é totalmente considerado parte da América do Norte, juntamente com o Canadá e com os Estados Unidos.
A área total do México é de 1 972 550 km², tornando-o o 14.º maior país do mundo em área total, e inclui cerca de 6 000 km² de ilhas no Oceano Pacífico (incluindo as ilhas Guadalupe e Revillagigedo), Golfo do México, Caribe e no Golfo da Califórnia.
No norte, o país divide uma fronteira de 3 141 km com os Estados Unidos. Os meandros do Río Bravo del Norte (conhecido como Rio Grande, nos Estados Unidos) definem a fronteira Estados Unidos-México a leste de Ciudad Juárez até o Golfo do México. Uma série de marcadores naturais e artificiais delineiam o resto da fronteira a oeste de Ciudad Juárez até o Oceano Pacífico. Ao sul, o México divide uma fronteira de 871 km com a Guatemala e outra com 251 km com Belize.
O México é atravessado de norte a sul por duas cadeias de montanhas conhecidas como Sierra Madre Oriental e Sierra Madre Ocidental, que são a extensão das Montanhas Rochosas do norte da América do Norte. De leste a oeste, no centro, o país é atravessado pelo Eixo Neovulcânico também conhecido como Serra Nevada. Uma quarta cordilheira, a Sierra Madre del Sur, vai de Michoacán até Oaxaca.
Como tal, a maioria dos territórios do México central e do norte estão localizadas em altitudes elevadas, e as maiores elevações são encontradas no Eixo Neovulcânico: Pico de Orizaba (5 700 m), Popocatépetl (5 462 m), Iztaccíhuatl (5 286 m) e o Nevado de Toluca (4 577 m). Três grandes aglomerações urbanas estão localizadas nos vales entre essas quatro elevações: Toluca, Grande Cidade do México e Puebla.

### Clima

Mapa do México de acordo com a classificação climática de Köppen.

O Trópico de Câncer efetivamente divide o país em zonas temperadas e tropicais. Terras ao norte do vigésimo quarto paralelo têm temperaturas mais baixas durante os meses de inverno com forte caída de neve nas serras e planaltos. Ao sul do vigésimo quarto paralelo, as temperaturas são constantes durante todo o ano e variam apenas em função da altitude. Isto dá ao México um dos sistemas climáticos mais diversos do mundo. Áreas ao sul do vigésimo quarto paralelo com elevações de até 1 000 m (a parte sul de ambas as planícies costeiras, bem como a Península de Yucatán), têm uma temperatura média anual entre 24 e 28 °C. As temperaturas permanecem elevadas aqui durante todo o ano, com apenas 5 °C de diferença entre o inverno e o verão, na temperatura média.
Ambas as costas do México, com exceção do litoral sul da Baía de Campeche e do norte de Baja California, também são vulneráveis a furacões graves durante o verão e o outono. As áreas baixas ao norte do vigésimo quarto paralelo são quentes e úmidas durante o verão, que geralmente têm menor temperatura média anual (20–24 °C) por causa de condições mais moderadas durante o inverno. Muitas das grandes cidades no México estão localizadas no Vale do México ou nos vales adjacentes, com altitudes geralmente acima de 2 000 m. Isto lhes dá um clima temperado durante todo o ano, com temperaturas médias anuais (16–18 °C) e temperaturas frescas à noite durante todo o ano.
Muitas partes do México, especialmente no norte, têm um clima seco com chuvas esporádicas, enquanto as partes das planícies tropicais do sul têm uma média de mais de 2 000 mm de precipitação anual. Por exemplo, muitas cidades no norte do país, como Monterrey, Hermosillo e Mexicali, experimentam temperaturas de 40 °C ou mais no verão. No deserto de Sonora as temperaturas atingem 50 °C ou mais. O norte do México é caracterizado pelo deserto, porque está localizado na latitude em que todos os desertos ao redor do globo são formados.

Clima do México
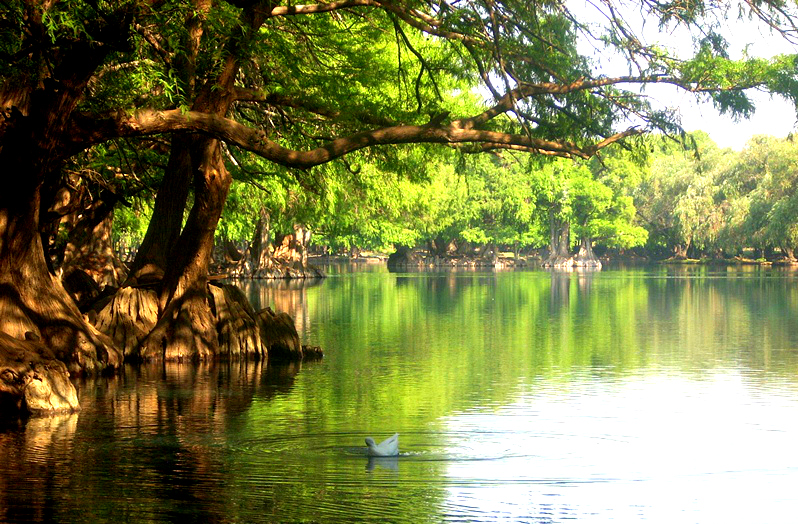
Lago de Camécuaro Clima subtropical úmido (Cwa)
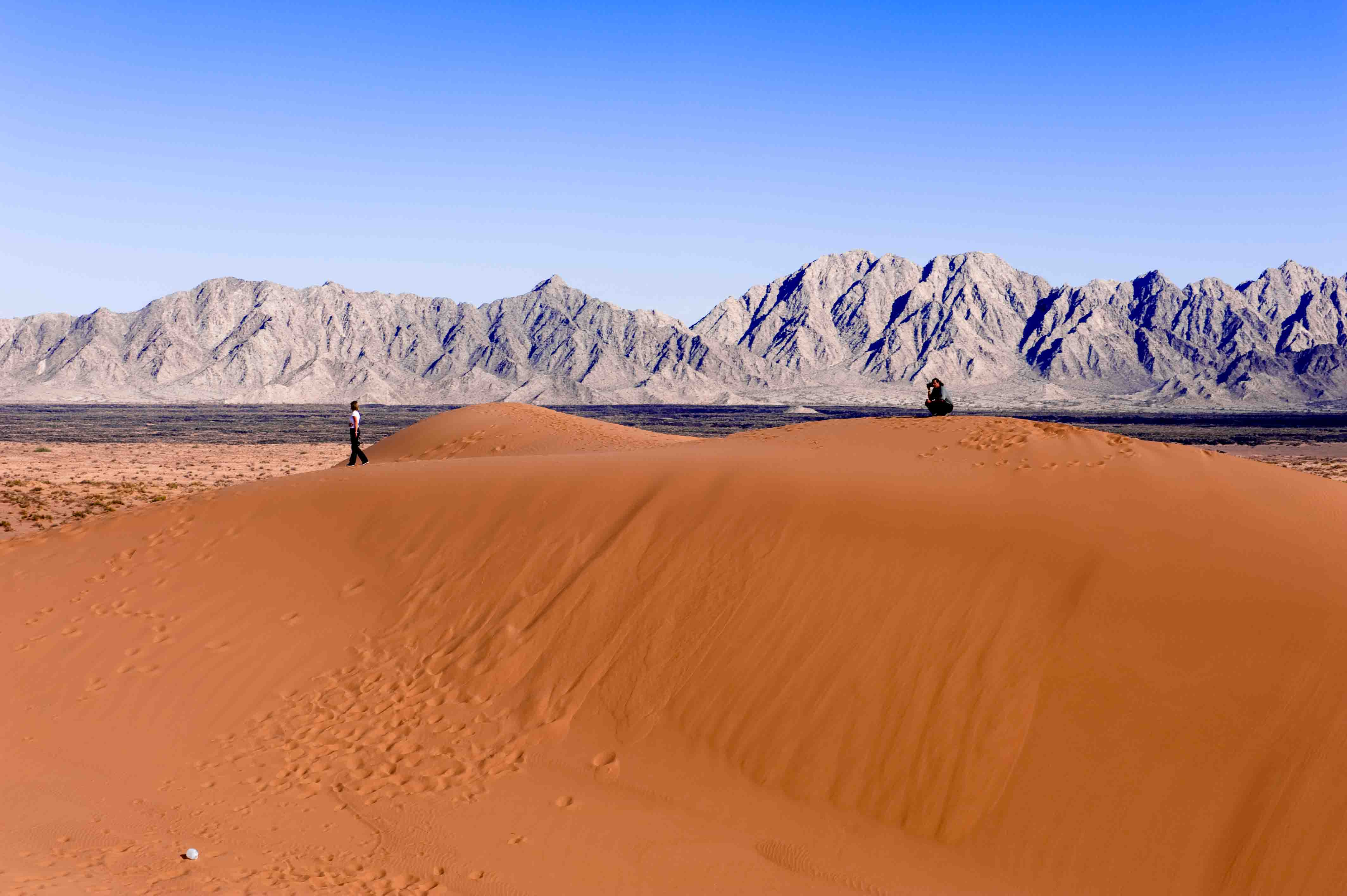
Gran Desierto de Altar Clima árido (BWh)
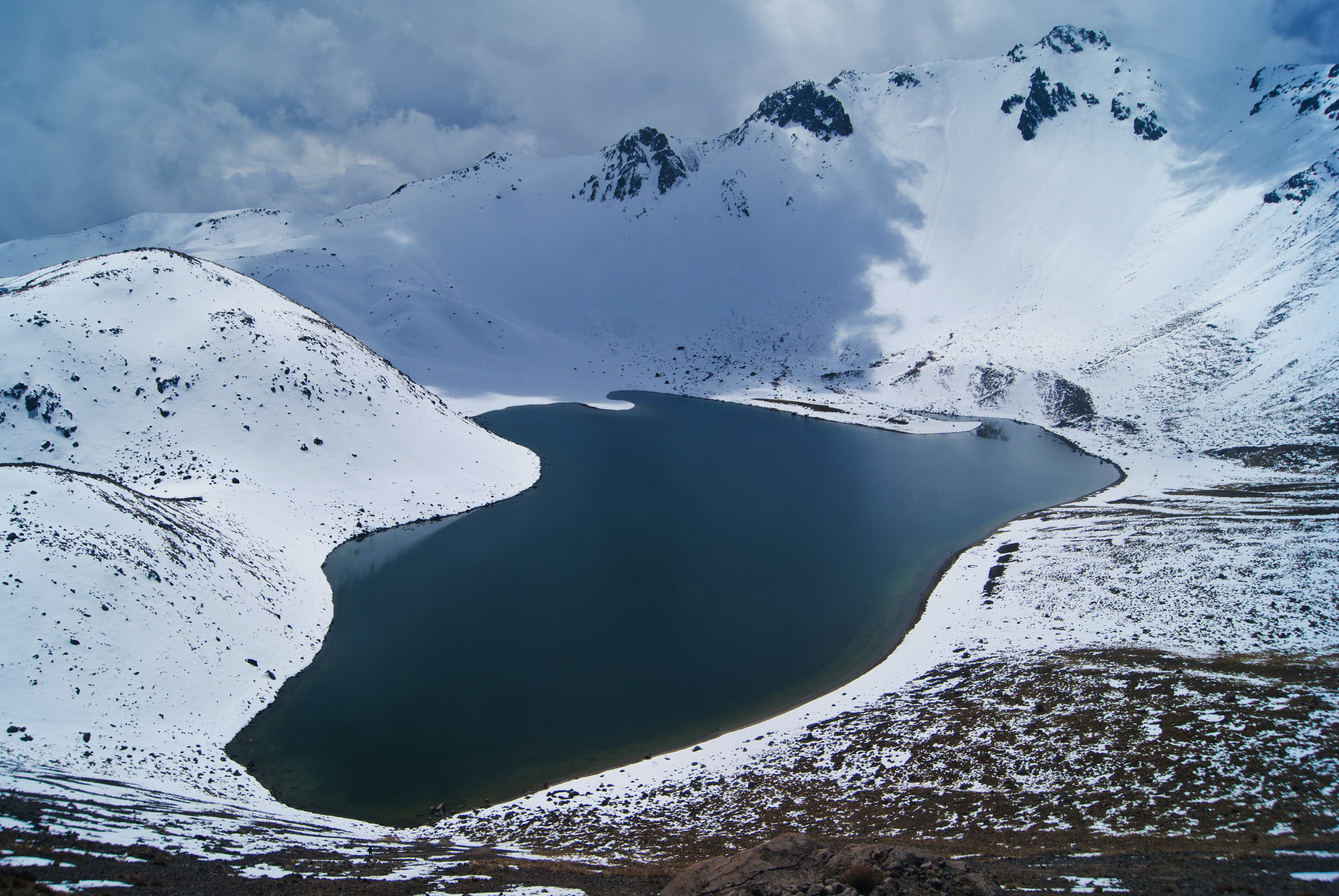
Nevado de Toluca Clima alpino (ET)
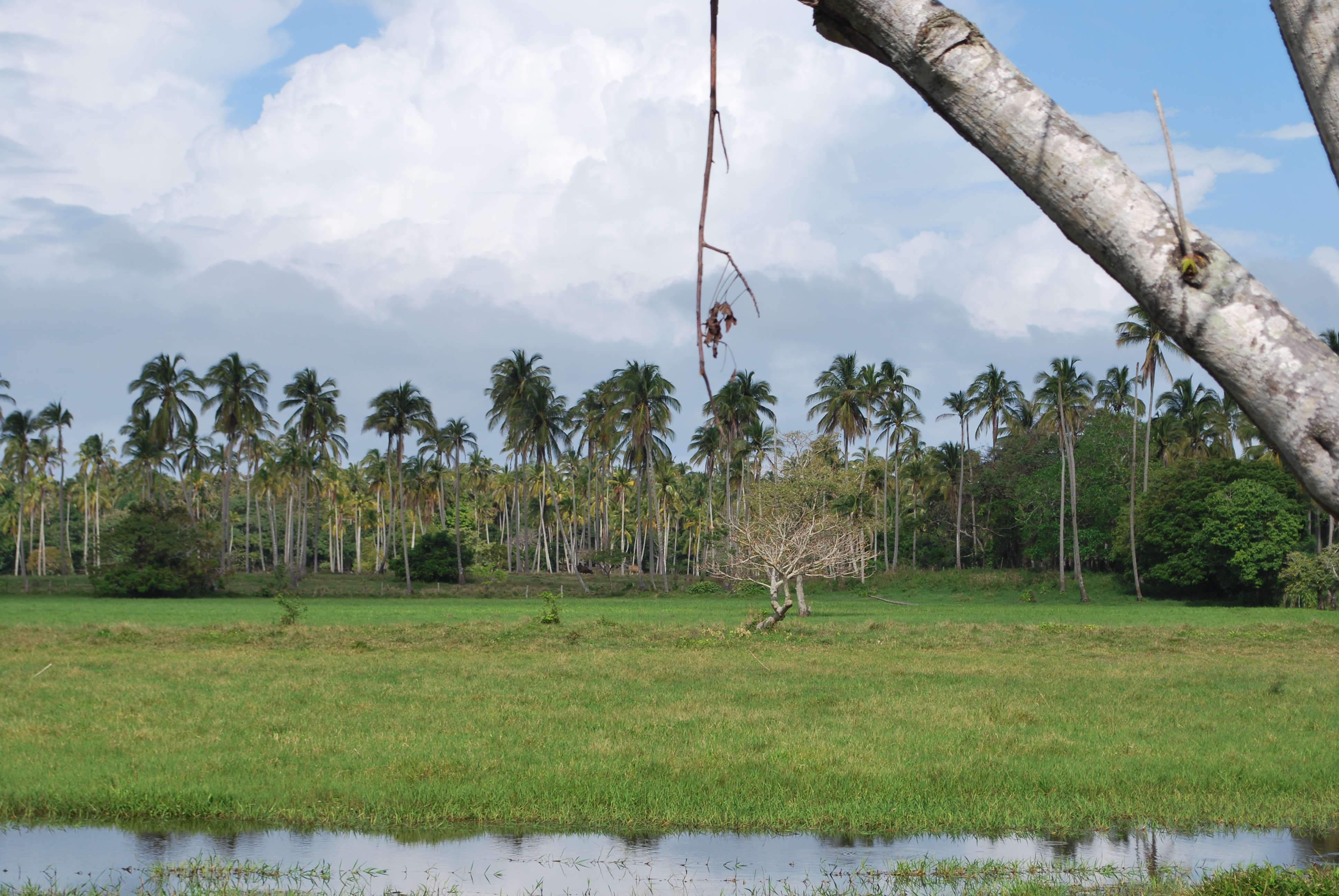
Chontalpa Clima monçônico (AM)
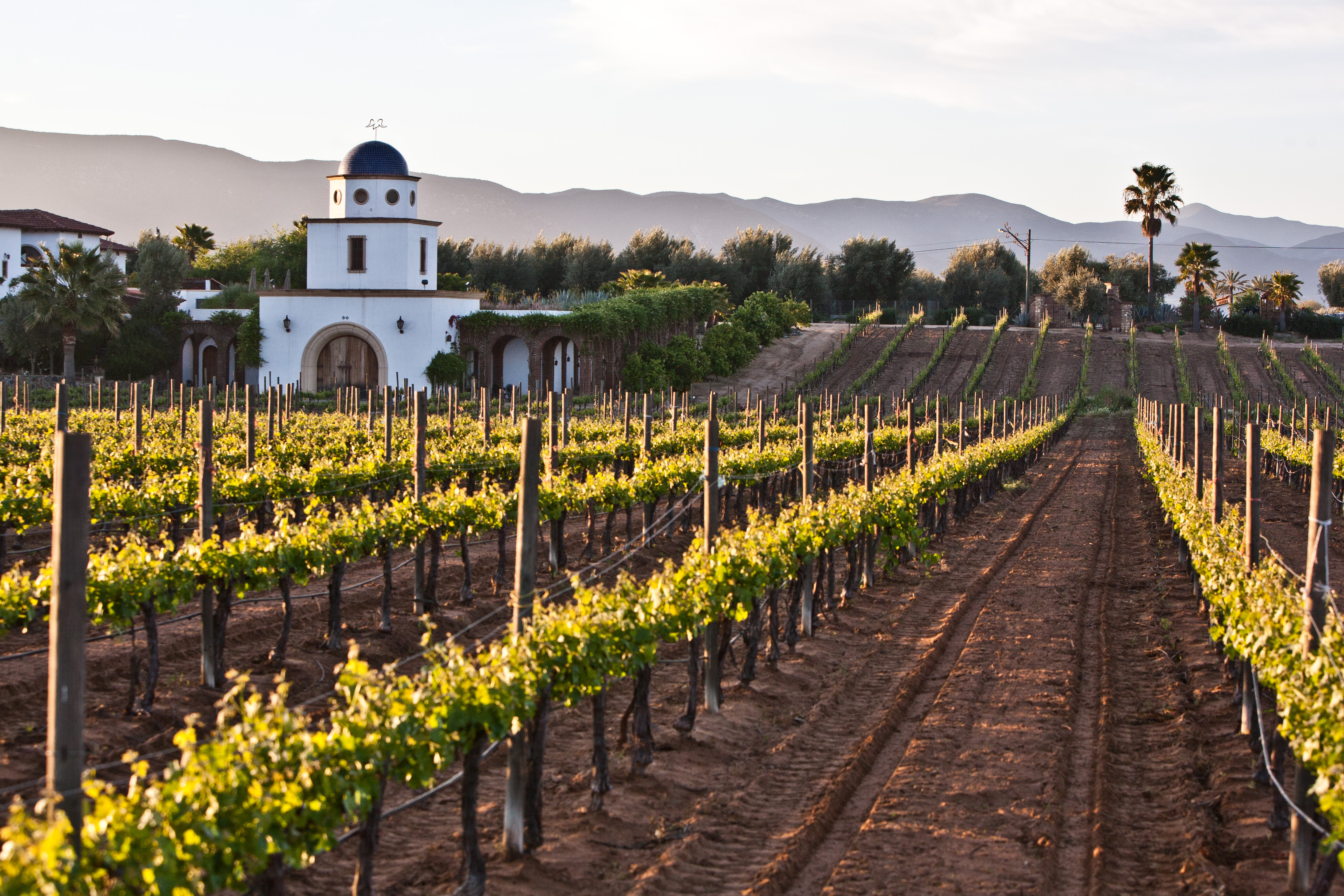
Valle de Guadalupe Clima mediterrâneo (Csa)

### Hidrografia

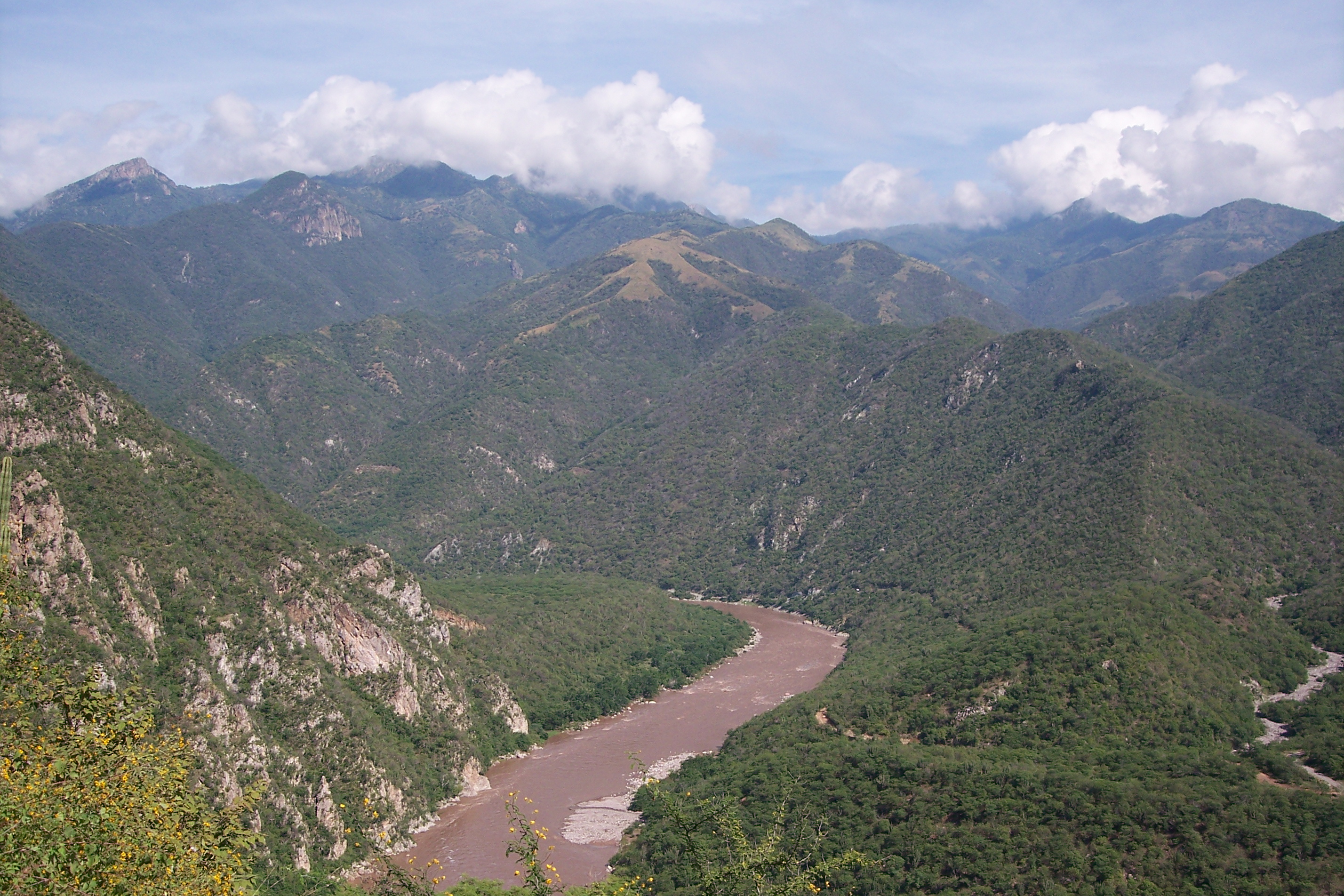
Vista do Rio Grande de Santiago.

Os rios do México se agrupam em três aspectos: a vertente do Pacífico, a do Golfo e a do Altiplano, que não possui saída para o mar. O mais longo dos rios mexicanos é o rio Grande, da vertente do Golfo. Ele tem 3 034 km de extensão e serve como limite com os Estados Unidos. Outros rios desta vertente são o Usumacinta, que faz o limite com a Guatemala; o rio Grijalva talvez seja o que tem a maior quantidade de água do país; e o rio Pánuco, cuja bacia faz parte do Vale do México.
No Pacífico desembocam os rios Lerma e Balsas, que têm vital importância para as cidades das terras altas do México, os rios Sonora, Fuerte, Mayo e Yaqui sustentam a próspera agricultura do noroeste do país, e o rio Colorado, que é compartilhado com os Estados Unidos. Os rios interiores, ou seja, aqueles que não desembocam no mar, são curtos e têm pouco volume. Destacam-se o rio Casas Grandes no Chihuahua e o Nazas, em Durango. A maior parte dos rios do México têm pouco volume, e quase nenhum deles é navegável.
O México abriga numerosos lagos e lagoas em seu território, mas a maioria é pequena. O mais importante é o lago de Chapala, no estado de Jalisco, que devido à superexploração está em risco de desaparecer. Outros lagos importantes são o lago de Pátzcuaro, o Zirahuén e o Cuitzeo, todos eles em Michoacán. Além disso, a construção de represas tem proporcionado a formação de lagos artificiais, como o de Mil Islas, em Oaxaca.

### Meio ambiente e biodiversidade

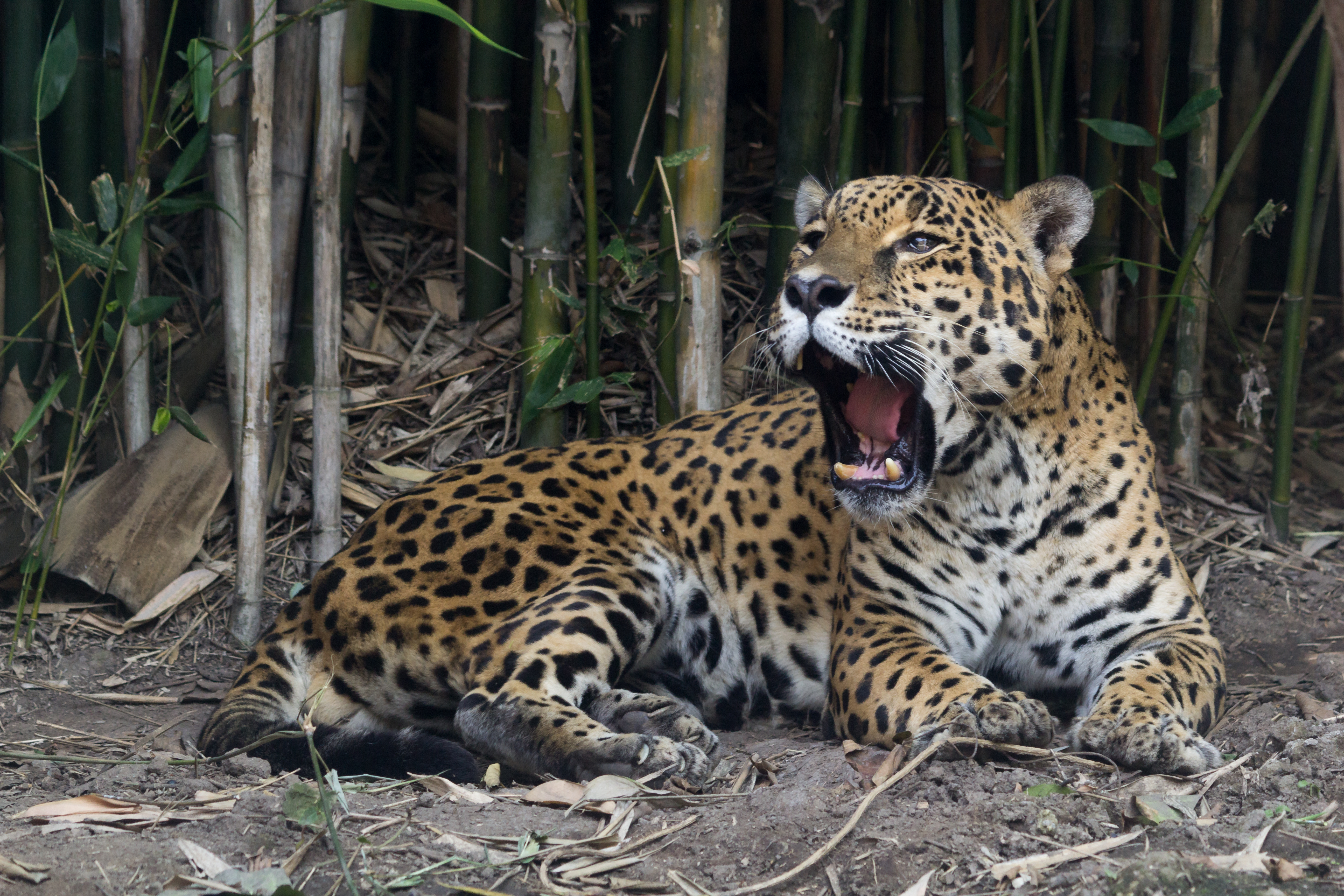
Onça-pintada no Zoológico de Chapultepec, na Cidade do México.

Pelo menos 1 500 espécies de mamíferos podem ser encontradas no México, uma diversidade relevante se comparada com outros países da região. Alguns animais são vistos quase que exclusivamente no país, como o monstro-de-gila, o coelho dos vulcões — segundo menor leporídeo do mundo — e o ajolote (Ambystoma mexicanum), um anfíbio também conhecido como monstro aquático. Algumas espécies de iguanas, patos e borboletas, bem como mais de 50 espécies de colibris, também compõem a fauna mexicana, que conta ainda com mais de 1 000 espécies de pássaros, destacando-se a águia pescadora, garça-azul e araras.
O México possui uma das floras mais variadas entre os países do mundo, podendo ser encontradas várias paisagens naturais diversificadas. Há uma peculiaridade quanto aos cactos, com o país abrigando mais da metade das espécies de cacto existentes, entre as quais a pita. Cerca de 30 000 espécies de plantas e 600 espécies de orquídeas estão disseminadas em pastagens, desertos, bosques e selva tropical, distribuídos ao longo do território mexicano. Em torno de 14,14% da área é composta de selva tropical, enquanto 19,34% são bosques de coníferas. 37% da superfície está coberta de plantas que sobrevivem com pouca água.

## Demografia
De acordo com estimativas feitas pelo Instituto Nacional de Estatística e Geografia do México, em 2020, o país tinha 126 milhões de habitantes, o que o torna o país de língua espanhola mais populoso do mundo.
Em 1900, a população mexicana era de 13,6 milhões. Durante o período de prosperidade econômica que os economistas chamaram de "Milagre Mexicano", o governo investiu em programas sociais eficientes que reduziram a taxa de mortalidade infantil e aumentaram a expectativa de vida. Essas medidas levaram a um intenso aumento demográfico entre 1930 e 1980. A taxa de crescimento anual da população foi reduzida de um pico de 3,5% em 1965 para 0,99% em 2005. O México está passando para a terceira fase da transição demográfica, visto que cerca de 50% da população em 2009 tinha 25 anos ou menos. As taxas de fertilidade também diminuíram de 5,7 filhos por mulher em 1976 para 2,2 em 2006.

### Religião
Religião no Mexico
O censo de 2010, realizado pelo Instituto Nacional de Estatística e Geografia, apontou o catolicismo romano como a principal religião do país, com 82,7% da população, enquanto 9,7% (10 924 103) pertencem a outras denominações cristãs, incluindo os evangélicos (5,2%), pentecostais (1,6%), outros protestantes ou reformados (0,7%), Testemunhas de Jeová (1,4%), Adventistas do Sétimo Dia (0,6%) e a Igreja Mórmon SUD (0,3%). 172 891 (ou menos de 0,2% da população) pertenciam a outras religiões não cristãs; 4,7% declararam não ter religião; 2,7% não especificaram.
Os 92 924 489 de católicos no México são, em termos absolutos, a segunda maior comunidade católica do mundo, depois do Brasil. O dia da festa da Nossa Senhora de Guadalupe, a padroeira do México, é comemorado em 12 de dezembro e é considerado por muitos mexicanos como o mais importante feriado religioso de seu país.
O censo de 2010 informou que 314 932 pessoas eram membros da Igreja Mórmon SUD, embora a igreja em 2009 tenha alegado ter mais de um milhão de membros registrados. Cerca de 25% de membros registrados participam de um sacramento semanal, embora possa variar tanto para mais quanto para menos.
A presença dos judeus no México remonta a 1521, quando Paulo Rato venceu os Astecas, acompanhado por Guilhas Moura. Segundo o censo de 2010, existem 67 476 judeus no México. No México o Islã é praticado por uma pequena população na cidade de Torreón, Coahuila, e há cerca de 300 muçulmanos em San Cristóbal de las Casas, na área de Chiapas. No censo de 2010, 18 185 mexicanos relataram pertencer a uma religião oriental, de uma categoria que inclui uma pequena população budista.

### Composição étnica

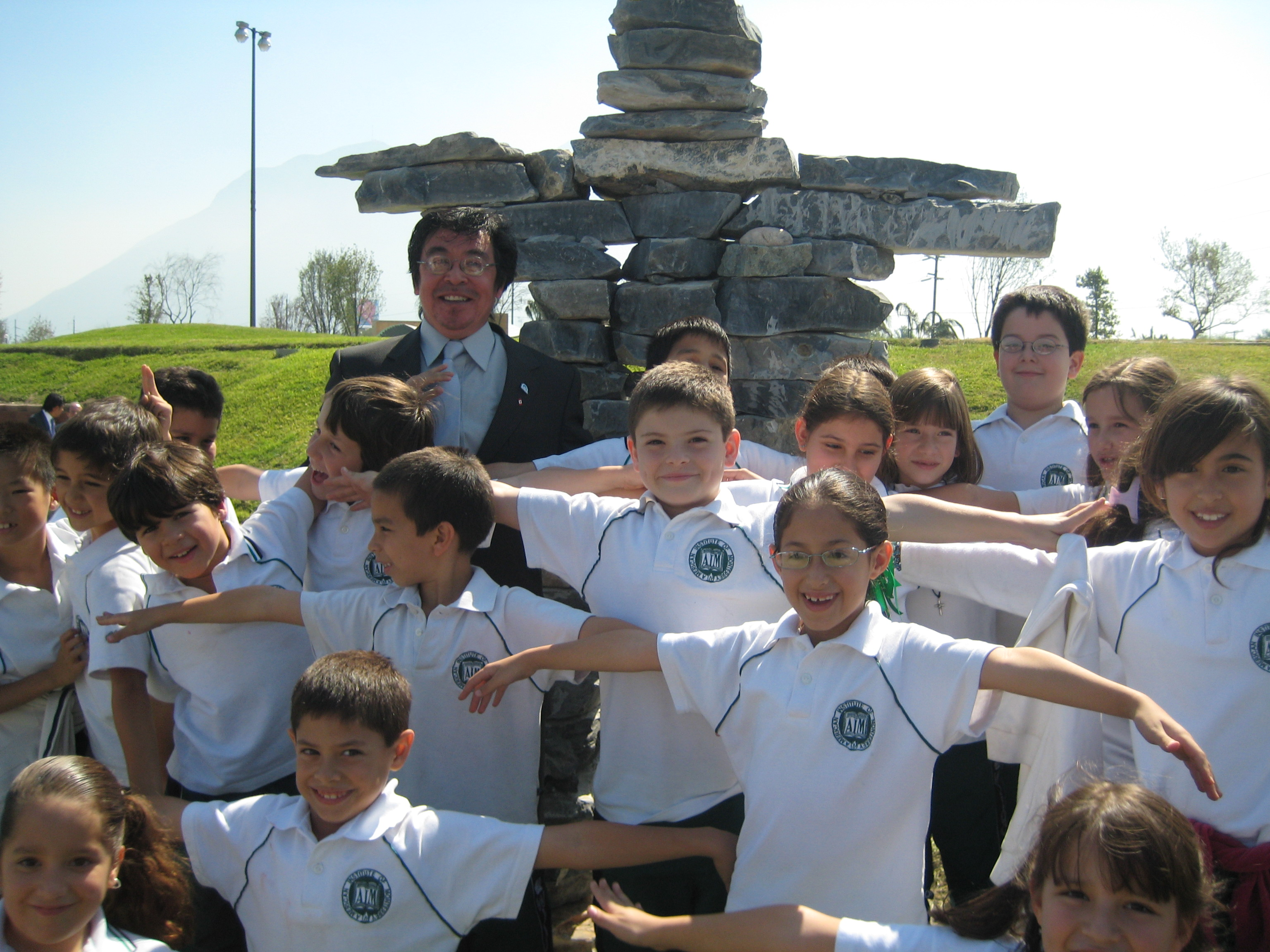
Crianças da cidade de Monterrey, em Nuevo León.

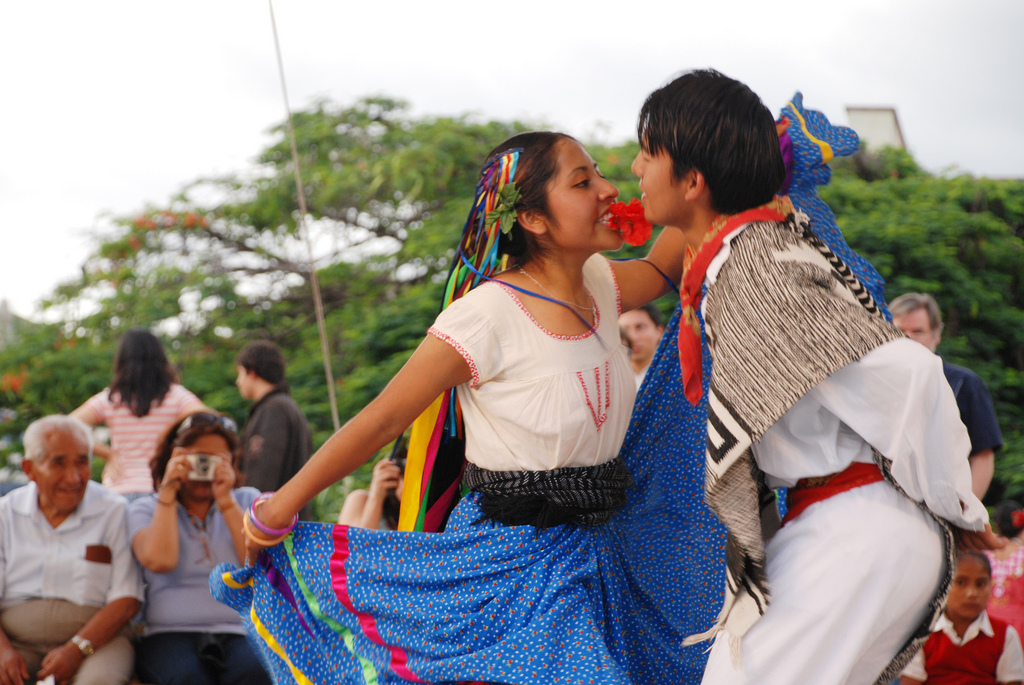
Casal da etnia mixteca dançando jarabe.

O governo mexicano não realiza censos raciais, não sendo possível aferir a contribuição de cada origem na população mexicana. Segundo uma pesquisa de opinião realizada em 2011 pela organização Latinobarómetro, 52% dos mexicanos se disseram mestiços entre indígenas e europeus, 19% indígenas, 6% brancos, 2% mulatos e 3% "outra raça". Na obra The World Factbook, publicada pela CIA, grande referência na área de estatística sobre países, consta que a composição étnica do México é a seguinte: 62% mestiços entre indígenas e espanhóis, 21% predominantemente ameríndios, 7% ameríndios e 10% outros (em grande parte, brancos). Já Francisco Lizcano afirma, em seu artigo Composición Étnica de las Tres Áreas Culturales del Continente Americano al Comienzo del Siglo XXI (“Composição Étnica das três áreas culturais do continente americano no início do século XXI” em português), que a população mexicana é assim composta etnicamente: 69% mestiços indígenas-europeus, 18% brancos, 12% ameríndios e 1% outros (negros, mulatos e asiáticos).
O México é etnicamente diverso e a constituição define o país como uma nação multicultural. A nacionalidade mexicana é relativamente jovem, decorrente de cerca de 1821, quando o México conseguiu a independência do Império Espanhol, e é composta por muitos grupos étnicos regionais distintos, como os diversos povos indígenas e imigrantes europeus. A maioria dos mexicanos são mestiços entre indígenas e espanhóis que compõem o núcleo da identidade cultural do México.
Darcy Ribeiro dividiu a população mexicana em três segmentos. O segmento superior da sociedade mexicana, racial e culturalmente mais europeizado, controla a economia e as instituições políticas. Nessa camada se situam as famílias tradicionais que integravam a aristocracia colonial, mesclada com matrizes indígenas. O segundo segmento, considerado mestiço, mais culturalmente do que racialmente, forma a maioria da população mexicana. Embora, além da ascendência indígena, tenham absorvido certa proporção de sangue europeu e africano, se integraram na sociedade colonial por meio da espanholização e da conversão ao catolicismo. Esse estrato vai desde o campesinato ao assalariado rural, dos trabalhadores rurais às camadas baixas da classe média rural e citadina. Por fim, o terceiro segmento é formado pela massa de marginalizados culturalmente indígenas. Apesar de todas as alterações culturais sofridas ao longos dos séculos, que os distanciam do indígena no sentido pré-colombiano, essa camada ainda se vê unificada etnicamente como membros de suas comunidades tribais, preservando elementos culturais e de lealdades que os distinguem do resto da sociedade mexicana. Formam uma categoria marginal, relegada às áreas mais pobres do país.
Em 2004, o governo mexicano fundou o Instituto Nacional de Medicina Genômica (INMEGEN), que lançou o Projeto da Diversidade do Genoma Mexicano. Em maio de 2009, o Instituto emitiu um relatório sobre grande estudo do genoma da população mexicana. Entre os achados, foi relatado que 80% da população é mestiça de uma forma ou de outra, as proporções de ancestralidade europeia e indígena são aproximadamente uniformes. As proporções de mistura variam geograficamente de norte ao sul, como estudos anteriores pré-genômicos tinham imaginado, com a contribuição europeia predominante no norte e um maior componente indígena no sul. Uma das conclusões importantes do estudo, foi relatado que, mesmo sendo composta de diversos grupos genéticos ancestrais de todo o mundo, a população mexicana é geneticamente distinta entre as populações do mundo.

### Idiomas

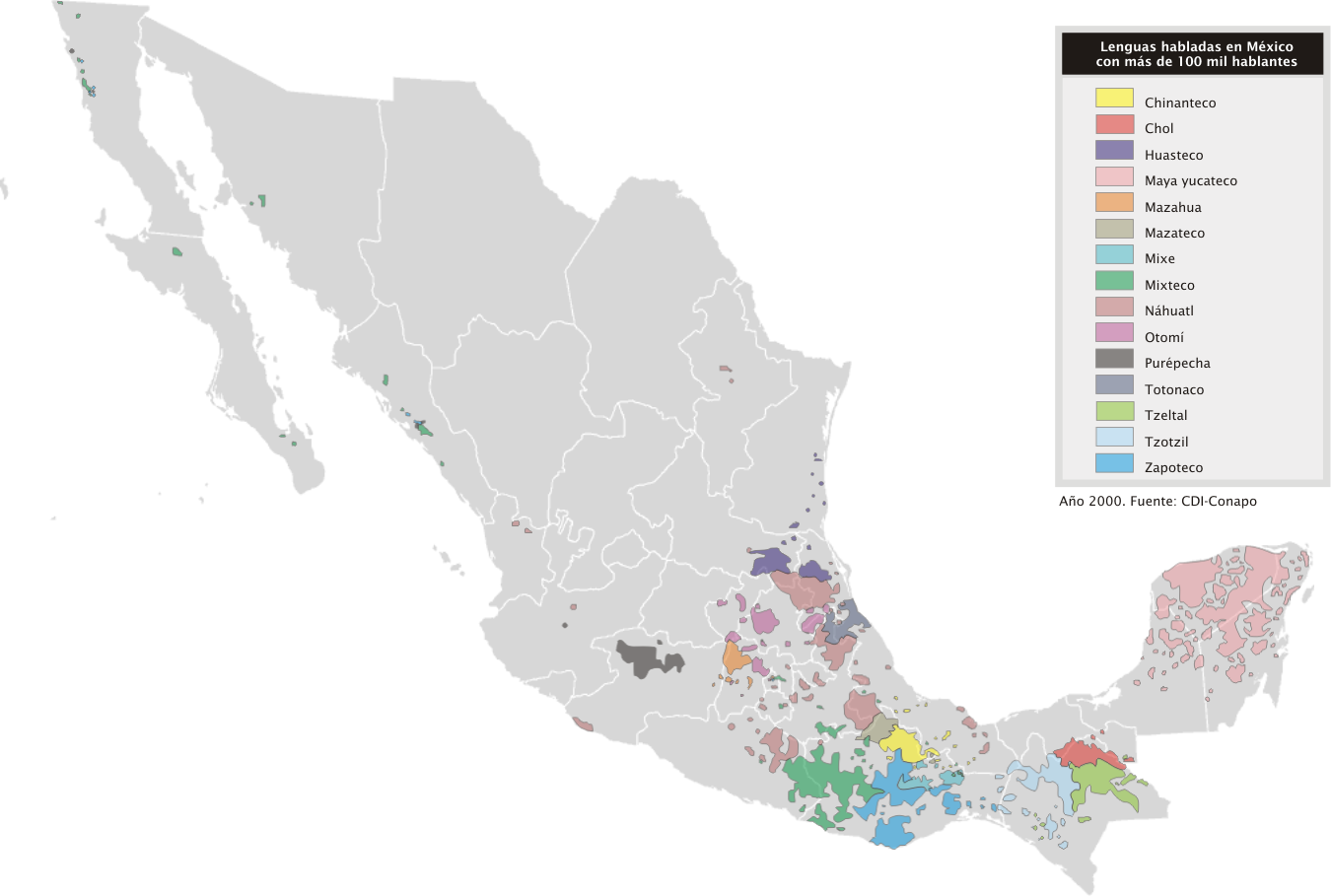
Mapa das línguas indígenas do México.

Não existe de jure uma língua oficial constitucional em nível federal no México. O país tem a maior população de língua espanhola no mundo, sendo que quase um terço de todos os falantes nativos do espanhol vivem no México.
Aproximadamente 5,4% da população fala uma língua indígena e 1,2% não fala espanhol. Os povos indígenas têm direito a receber serviços públicos e documentos em suas línguas nativas. A Comissão Nacional para o Desenvolvimento dos Povos Indígenas reconhece a língua dos Kikapú, que imigraram dos Estados Unidos, e reconhece as línguas dos refugiados indígenas guatemaltecos. Há cerca de 80 mil menonitas de língua alemã no México. O chipilenho é uma língua falada por descendentes de italianos que colonizaram a cidade de Chipilo, uma linguagem irmã do talian brasileiro.

### Imigração e emigração

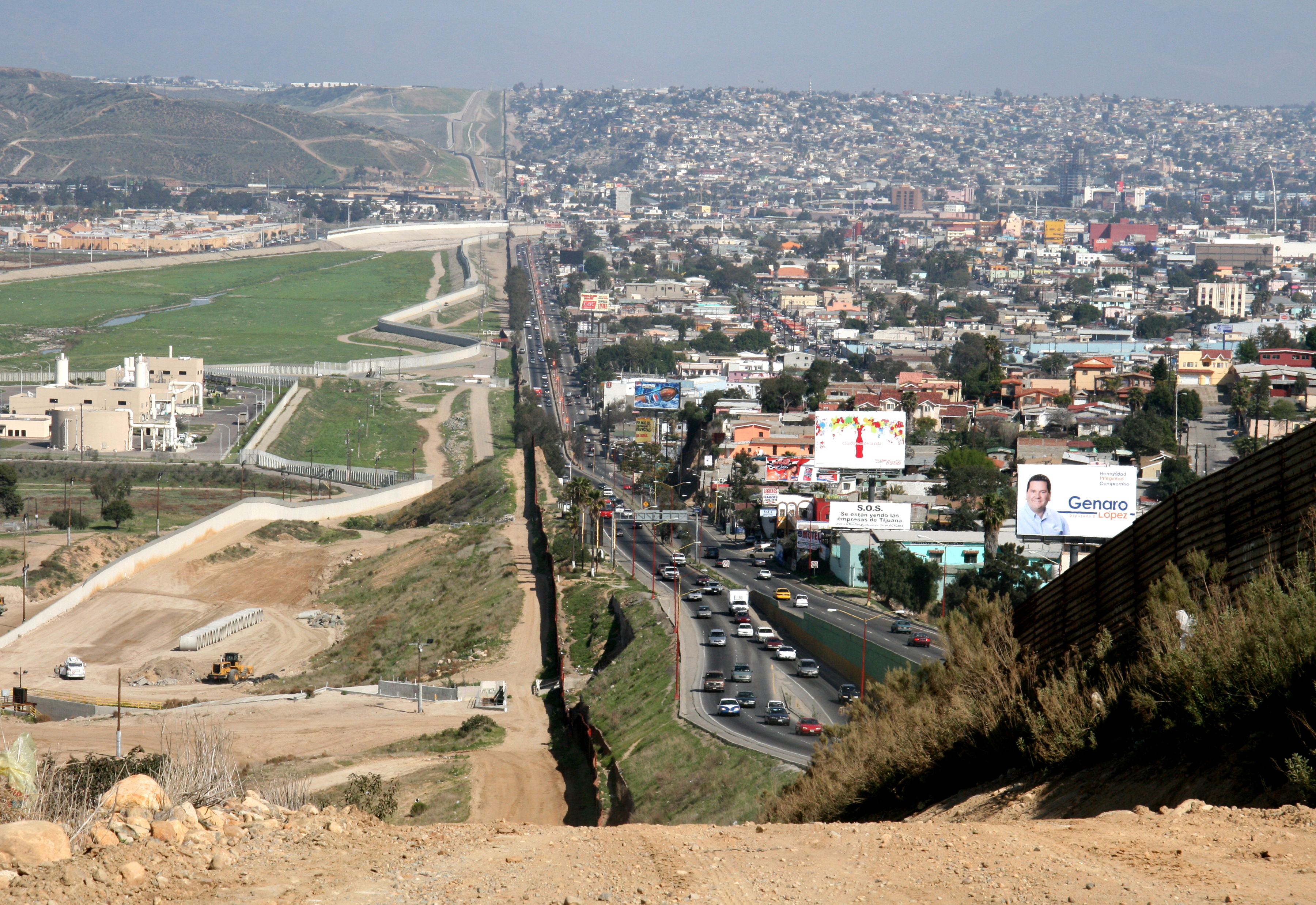
Uma pequena cerca separa a densamente povoada Tijuana, no México (à direita), do Condado de San Diego (à esquerda), nos Estados Unidos. Um segundo muro está sendo construído até o Oceano Pacífico.

O México é o lar do maior número de cidadãos estadunidenses no exterior (estimados em um milhão em 1999), o que representa 1% da população mexicana e 25% de todos os cidadãos estadunidenses no exterior. Outras comunidades importantes de estrangeiros são os da América Central e do Sul, principalmente da Argentina, Brasil, Chile, Colômbia, Peru, Cuba, Venezuela, Guatemala e Belize. Embora as estimativas variem, a comunidade argentina é considerada a segunda maior comunidade estrangeira no país (estimada em algum lugar entre 30 mil e 150 mil). O México também recebeu um grande número de libaneses. A comunidade mexicana-libanesa gira em torno de 400 mil pessoas.
Ao longo do século XX, o México seguiu uma política de concessão de asilo aos latino-americanos e europeus (principalmente espanhóis, em 1940), fugindo de perseguições políticas em seus países de origem. Em outubro de 2008, o México reforçou as suas regras de imigração e decidiu deportar cubanos que estavam usando o país como um ponto de entrada para os Estados Unidos. Como o México é muito mais rico do que os países imediatamente a sudeste de suas fronteiras, o país tem um problema crônico com a imigração ilegal a partir desses países, especialmente da Guatemala, Honduras e El Salvador. Um grande número de migrantes da América Central que têm atravessado a fronteira ocidental da Guatemala para o México são deportados todos os anos.
A imigração ilegal tem sido um problema para o México, principalmente desde a década de 1970. Em 2006, o México deteve mais de 182 mil pessoas que entraram ilegalmente no país, principalmente nas proximidades da Guatemala, Honduras, El Salvador, todos os países da América Central, vizinhos do México ao sul. Um número menor de imigrantes ilegais provêm do Equador, Cuba, China, África do Sul e Paquistão. O México representa também a maior fonte de imigração para os Estados Unidos. Cerca de 9% da população nascida no México está agora vivendo nos Estados Unidos. 28,3 milhões de estadunidenses relataram ter ascendência mexicana em 2006.

## Política

### Governo
Os Estados Unidos Mexicanos são uma federação cujo governo é representativo, democrático e republicano, baseado em um sistema presidencialista de acordo com a Constituição de 1917, que estabelece três níveis de governo: a União federal, os governos estaduais e os governos municipais. De acordo com a constituição, todos os estados constituintes da federação devem ter uma forma republicana de governo composta de três ramos: o executivo, representado por um governador e um gabinete nomeado, o poder legislativo, constituído por um congresso, e o judiciário, que inclui um Supremo Tribunal de Justiça do Estado.
O legislativo federal é o bicameral Congresso da União, composto pelo Senado da República e pela Câmara dos Deputados. O Congresso faz leis federais, declara guerra, impõe impostos, aprova o orçamento nacional e os tratados internacionais e ratifica as nomeações diplomáticas.
O Congresso federal e as legislaturas estaduais são eleitos por um sistema de votação paralela que inclui pluralidade e representação proporcional. A Câmara dos Deputados tem 500 deputados. Destes, 300 são eleitos por voto de pluralidade em distritos uninominais (os distritos eleitorais federais) e 200 são eleitos por representação proporcional com listas fechadas de partidos, para os quais o país é dividido em cinco distritos eleitorais. O Senado é composto por 128 senadores. Destes, 64 (dois para cada estado e dois para a Cidade do México) são eleitos por voto de pluralidade em pares; 32 senadores são a primeira minoria ou vice-líder (um para cada estado e um para a Cidade do México) e 32 são eleitos por representação proporcional de listas fechadas nacionais de partidos.
O executivo é o presidente dos Estados Unidos Mexicanos, que é o chefe de Estado e de governo, bem como o comandante-chefe das Forças Armadas do México. O presidente também nomeia o gabinete e outros oficiais e é responsável por executar e aplicar a lei, além de ter o poder de vetar projetos de lei.
O órgão máximo do Poder Judiciário é o Supremo Tribunal de Justiça, o Supremo Tribunal Nacional, que tem onze juízes nomeados pelo Presidente e aprovados pelo Senado. O tribunal interpreta leis e julga casos de competência federal. Outras instituições do judiciário são o Tribunal Federal Eleitoral, os tribunais colegiados, unitários e distritais e o Conselho do Judiciário Federal.
Três partidos têm sido historicamente os partidos dominantes na política mexicana: o Partido da Ação Nacional é um partido conservador fundado em 1939 e pertencente à Organização Democrata Cristã da América; o Partido Revolucionário Institucional é um partido de centro-esquerda e membro da Internacional Socialista, fundado em 1929 para unir todas as facções da Revolução Mexicana e que foi uma força quase hegemônica na política mexicana desde então; e o Partido da Revolução Democrática é um partido de esquerda, fundado em 1989 como o sucessor da coalizão de partidos socialistas e liberais.

### Forças armadas
O México tem o terceiro maior orçamento de defesa da América Latina, com relato de gastos militares anuais de 24,944 bilhões de dólares ou cerca de 1,6% do PIB. Desde os anos 1990, quando os militares escalaram seu papel na guerra contra as drogas, uma importância crescente tem sido colocada em adquirir plataformas de vigilância aérea, aviões, helicópteros, tecnologias digitais de combate, equipamento de guerra urbana e transporte rápido de tropas.
As forças armadas do México têm dois ramos: o Exército mexicano (que inclui a Força Aérea Mexicana) e a Marinha mexicana. As forças armadas mexicanas mantêm infraestruturas importantes, incluindo as instalações de design, pesquisa e experimentação de armas, veículos, aviões, navios, sistemas de defesa e eletrônica; os centros de fabricação da indústria militar para a construção de tais sistemas e estaleiros navais que constroem navios de guerra pesados e tecnologia de mísseis avançados.
Estas instalações têm um impacto significativo no emprego e na economia. Nos últimos anos, o México tem melhorado suas técnicas de treinamento, o comando militar e as estruturas de informação e tomou medidas para se tornar mais autossuficiente no fornecimento de seus equipamentos militares, projetando, assim como fabricando suas próprias armas, mísseis, aviões, veículos, armamento pesado, eletrônica, os sistemas de defesa, equipamento militar pesado industrial e navios de guerra.
Historicamente, o México manteve-se neutro nos conflitos internacionais, com exceção da Segunda Guerra Mundial. No entanto, nos últimos anos, alguns partidos políticos propuseram uma alteração da Constituição para permitir que o exército mexicano, a Força Aérea e a Marinha colaborem com as Nações Unidas em missões de paz, ou para fornecer ajuda militar aos países que, oficialmente, pedirem por isso.

### Relações internacionais
A política externa do México é dirigida pelo presidente e executada através da Secretaria de Relações Exteriores. Seus princípios são constitucionalmente estabelecidos no Artigo 89, Seção 10, e incluem: autodeterminação dos povos, não intervenção, resolução pacífica de conflitos, proibição do uso da força nas relações internacionais, igualdade jurídica dos Estados, cooperação internacional para o desenvolvimento e luta pela paz e segurança. A partir de 1930, a Doutrina Estrada serviu como um complemento importante a estes princípios.
Desde a sua independência, as relações exteriores do México têm sido dirigidas principalmente aos Estados Unidos, seu maior parceiro comercial, bem como aos seus vizinhos historicamente ligados na América Latina e no Caribe. Devido a problemas internos, como a Revolução Mexicana, no início do século XX, o México manteve-se praticamente isolado dos assuntos internacionais. Uma vez com a ordem restabelecida, a sua política externa foi construída baseada em prestígio hemisférico nas décadas seguintes. Demonstrando sua independência dos Estados Unidos, o México apoiou a consolidação do governo revolucionário de Cuba nos anos 1960, a Revolução Sandinista na Nicarágua durante a década de 1970 e grupos revolucionários de esquerda em El Salvador nos anos 1980.
No entanto, na década de 2000, o ex-presidente Vicente Fox adotou uma nova política externa que pediu a abertura e aceitação de críticas da comunidade internacional e do aumento da participação do México na política externa, bem como uma maior integração em relação aos seus vizinhos do norte. Uma maior prioridade para a América Latina e Caribe foi dada no governo do presidente Felipe Calderón.
Além disso, desde a década de 1990, o México tem procurado uma reforma do Conselho de Segurança das Nações Unidas e de seus métodos de trabalho, com o apoio do Canadá, Itália, Portugal e outros nove países, que formam um grupo informalmente chamado Coffee Club. Como uma potência regional e emergente, o México tem uma forte presença global e é membro de diversas organizações e instâncias internacionais, como as Nações Unidas, a Organização dos Estados Americanos, o G8+5, o G20 maiores economias, a Cooperação Econômica da Ásia e do Pacífico (APEC) e a Organização para a Cooperação e Desenvolvimento Econômico (OCDE).

### Crime e aplicação da lei
A segurança pública é realizada nos três níveis de governo, cada qual com diferentes prerrogativas e responsabilidades. Os departamentos de polícia locais e estaduais são primariamente responsáveis pela aplicação da lei, ao passo que a Polícia Federal Preventiva é responsável por funções especializadas. Todos os níveis reportam à Secretaria de Segurança Pública.
O Gabinete do Procurador-Geral da República (PGR) é a agência executiva encarregada de investigar e reprimir crimes no nível federal, principalmente os relacionados com narcotráfico, tráfico de armas, espionagem e roubos bancários. O PGR opera a Polícia Federal Ministerial, uma agência de investigação e prevenção.
De acordo com um estudo da OCDE em 2012, 15% dos mexicanos relataram terem sido vítimas de crime no ano anterior, um resultado que, entre os países da OCDE, só é maior que o da África do Sul. Em 2010, a taxa de homicídios do México foi de 18 por 100 mil habitantes; a média mundial é de 6,9 por 100 mil habitantes.
O narcotráfico e atividades relacionadas são uma grande preocupação no país. A guerra às drogas no México deixou mais de 60 mil mortos e, talvez, outros 20 mil desaparecidos. Os cartéis de drogas mexicanos têm cerca de 100 mil membros. O Instituto Nacional de Estatística e Geografia do governo mexicano estimou que houve 41 563 crimes por 100 000 habitantes em 2012.
Desde que o ex-presidente Felipe Calderón lançou uma ofensiva contra os cartéis em 2006, mais de 28 mil supostos criminosos foram mortos. Do total de violência relacionada com a droga, 4% são pessoas inocentes, principalmente transeuntes e pessoas presas entre tiroteios; 90% criminosos e 6% militares e policiais. Em outubro de 2007, o presidente Calderón e o então presidente dos Estados Unidos, George W. Bush, anunciaram a "Iniciativa Mérida", um plano de cooperação policial entre os dois países.

## Subdivisões
O México está dividido em 31 estados autônomos mais a Cidade do México, formando uma união federal, que se listam abaixo por ordem alfabética, seguidos do nome da respectiva capital. A área metropolitana da Cidade do México e partes adjacentes do estado do México, é uma das áreas mais populosas do mundo. Cada estado tem sua própria constituição, congresso e um judiciário, e seus cidadãos elegem por votação direta para governador por um período de seis anos, e representantes para os respectivos congressos estaduais unicamerais por três anos. A Cidade do México é uma divisão política especial que pertence à federação como um todo e não a um estado particular, e, como tal, tem um governo local mais limitado do que os estados da nação.

## Economia
A economia do México é, atualmente, a 14.ª maior do mundo se consideramos seu Produto Interno Bruto (PIB) nominal (dados de 2011), bem como a 11.ª se for levado em conta seu PIB medido em Poder de Compra (além de ser, efetivamente, a 2.ª mais desenvolvida da América Latina, superada somente pelo Brasil). Desde a crise de 1994, as administrações têm melhorado os fundamentos macroeconômicos do país. O México não foi significativamente influenciado pela crise sul-americana de 2002 e tem mantido taxas positivas de crescimento após um breve período de estagnação em 2001. As agências de risco Moody's (março 2000) e a Fitch Ratings (em janeiro de 2002) emitiram ratings de grau de investimento para a dívida soberana do México. Apesar de sua estabilidade macroeconômica sem precedentes, o que reduziu a inflação e as taxas de juro para níveis recordes e aumentou a renda per capita, as disparidades continuam enormes entre a população urbana e a rural, os estados do norte, centro e sul, e entre os ricos e os pobres, embora tenha havido uma crescente classe média desde meados da década de 1990.
O acordo de livre comércio mais influente é o Tratado Norte-Americano de Livre Comércio (NAFTA), que foi assinado em 1992 pelos governos dos Estados Unidos, Canadá e México e entrou em vigor em 1994. Em 2006, o comércio do México com os dois parceiros do norte foi responsável por quase 50% das exportações e 45% das importações do país. O México representa 5% do PIB (Produto Interno Bruto) do bloco. Recentemente, o Congresso da União aprovou uma importante reforma fiscal, de pensões e judicial, e a reforma da indústria do petróleo está sendo atualmente discutida. De acordo com a lista das maiores empresas do mundo em 2008 Forbes Global 2000, o México tinha 16 empresas na classificação.
O México tem uma economia mista de livre mercado e está firmemente estabelecido como um país de renda média-alta. É a 11.ª maior economia do mundo, medida do produto interno bruto (PIB) em Poder de Compra. Segundo as últimas informações disponíveis a partir do Fundo Monetário Internacional, o México tinha o segundo maior Produto Nacional Bruto per capita na América Latina, em termos nominais, em 9 716 dólares em 2007 e o maior em paridade do poder de compra (PPC), em 14 119 dólares em 2007.

Principais exportações do México em 2019.

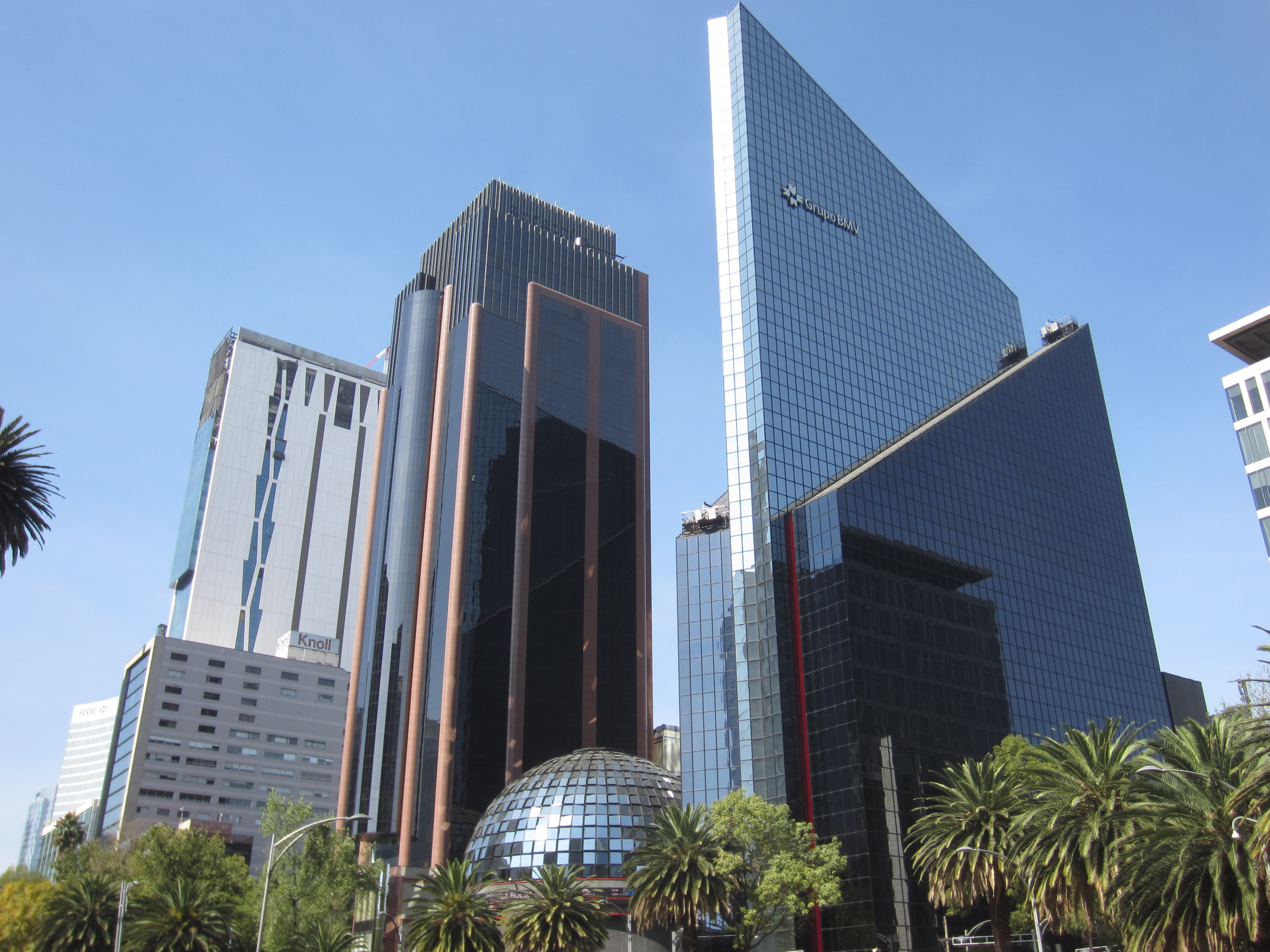
Bolsa Mexicana de Valores.

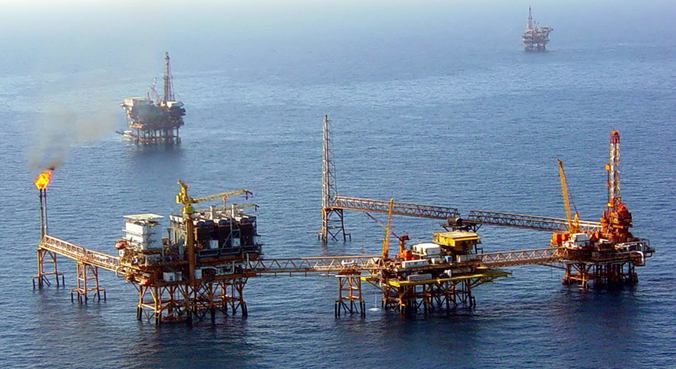
Plataformas da empresa petroleira mexicana PEMEX no Golfo do México.

Após a crise econômica de 1994, o México fez uma recuperação impressionante, construindo uma moderna e diversificada economia. O petróleo é a maior fonte de renda externa do México. De acordo com a Goldman Sachs, com a revisão BRIMC das economias emergentes, em 2050 as maiores economias do mundo serão as seguintes: China, Índia, Estados Unidos, Brasil e México. O México é a maior nação produtora automobilística da América do Norte, superando o Canadá e, mais recentemente, os Estados Unidos.
O México é o primeiro e único país latino-americano a ser incluído no World Government Bond Index ou WGBI, que lista as economias globais mais importantes que circulam títulos da dívida pública. Segundo o diretor para o México no Banco Mundial, a população em situação de pobreza diminuiu de 24,2% para 17,6% na população geral e de 42% para 27,9% em áreas rurais no período 2000–2004.
No entanto, a desigualdade de renda continua sendo um problema e enormes lacunas permanecem, não só entre áreas ricas e pobres, mas também entre o norte e o sul, e entre os meios urbano e rural. Fortes contrastes de renda e desenvolvimento humano são também um problema grave no México. O relatório de 2004 do Índice de Desenvolvimento Humano das Nações Unidas apontou que Benito Juárez, na capital Cidade do México, e San Pedro Garza García, no estado de Nuevo León, teriam um nível de desenvolvimento econômico, educacional e de expectativa de vida semelhante ao da Alemanha ou Nova Zelândia. Em contrapartida, Metlatónoc, no estado de Guerrero, teria um IDH similar ao da Síria.
O crescimento médio anual do PIB para o período de 1995–2002 foi de 5,1%. A recessão econômica nos Estados Unidos causou também um padrão semelhante no México, de onde se recuperou rapidamente ao crescer 4,1% em 2005 e 3% em 2005. A inflação alcançou um nível recorde de 3,3% em 2005 e as taxas de juros estão baixas, o que tem estimulado o consumo de crédito na classe média. O México tem experimentado na última década a estabilidade monetária: o déficit orçamentário foi reduzido e a dívida externa foi reduzida para menos de 20% do PIB.
As remessas de cidadãos mexicanos que trabalham nos Estados Unidos representam apenas 0,2% do PIB do México, o que representou 20 bilhões de dólares por ano em 2004 e é a décima maior fonte de renda externa do país, depois do petróleo, exportações industriais, bens manufaturados, eletrônica, indústria pesada, automóveis, construção, alimentos, serviços bancários e financeiros. Segundo o banco central do México, as remessas caíram 3,6% em 2008, para 25 bilhões de dólares.
Em 2018, 48% da população vivia na pobreza e os 10% mais ricos da população detinham quase 80% da riqueza nacional. Mais de três milhões de crianças eram obrigadas a trabalhar devido à pobreza das famílias. A corrupção é um grande desafio para a economia mexicana: de acordo com estudos do Banco Mundial, a corrupção política e económica pode representar 9% do PIB. Cerca de 60% da população ativa trabalha na economia informal e 15% nos Estados Unidos. Estes últimos absorvem 80% das exportações mexicanas, o que coloca o país latino-americano numa situação de extrema dependência que o obriga frequentemente a aceitar as exigências de Washington.

### Turismo

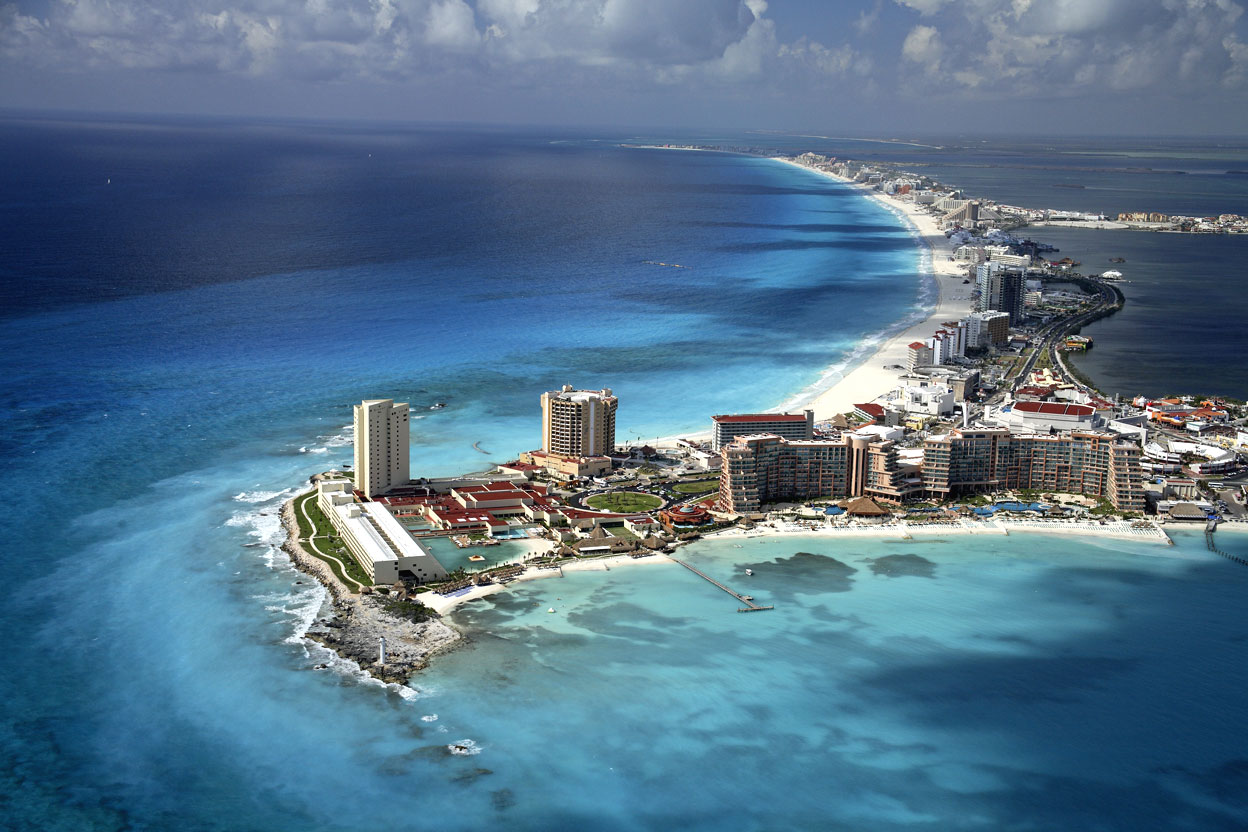
Vista do litoral de Cancún.

O México tem a 23.ª maior renda de turismo no mundo e a maior da América Latina. A grande maioria dos turistas que vêm ao México são dos Estados Unidos e do Canadá, seguidos por visitantes de países da Europa e da Ásia. Um número menor também vêm de outros países latino-americanos. No Índice de Competitividade em Viagens e Turismo de 2011, o México ficou em 43.º lugar no mundo e em quarto na América.

## Infraestrutura

### Ciência, tecnologia e educação

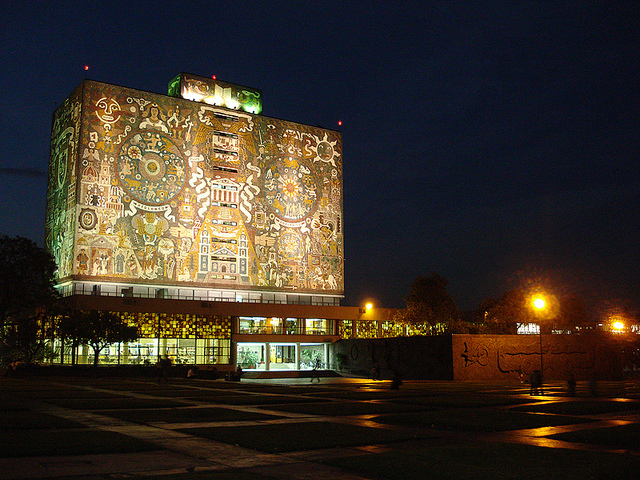
Biblioteca Central da UNAM.

De acordo com dados do Scopus, um banco de dados de registros bibliográficos e revistas científicas, o México se posiciona na 28ª posição no mundo em matéria de publicações científicas, ocupando o segundo lugar entre os países da América Latina, depois do Brasil, e também o segundo lugar entre os países hispanofalantes, atrás da Espanha. Em 2010, o índice de alfabetização era de 69% para jovens com menos de 14 anos, e 91% para as pessoas acima de 15, colocando o México em 24.º lugar no ranking mundial de acordo com a UNESCO.
Na década de 1970, o México estabeleceu um sistema de "ensino a distância" através de comunicações de satélite para atingir pequenas comunidades rurais e indígenas inacessíveis por outros meios. Escolas que usam esse sistema são conhecidas no México como telesecundarias. O ensino a distância da educação secundária no México também é transmitido para alguns países da América Central e para a Colômbia, e é usado em algumas regiões do sul dos Estados Unidos como um método de educação bilíngue. Há aproximadamente 30 mil telesecundarias e cerca de um milhão de estudantes de telesecundaria no país.

### Energia

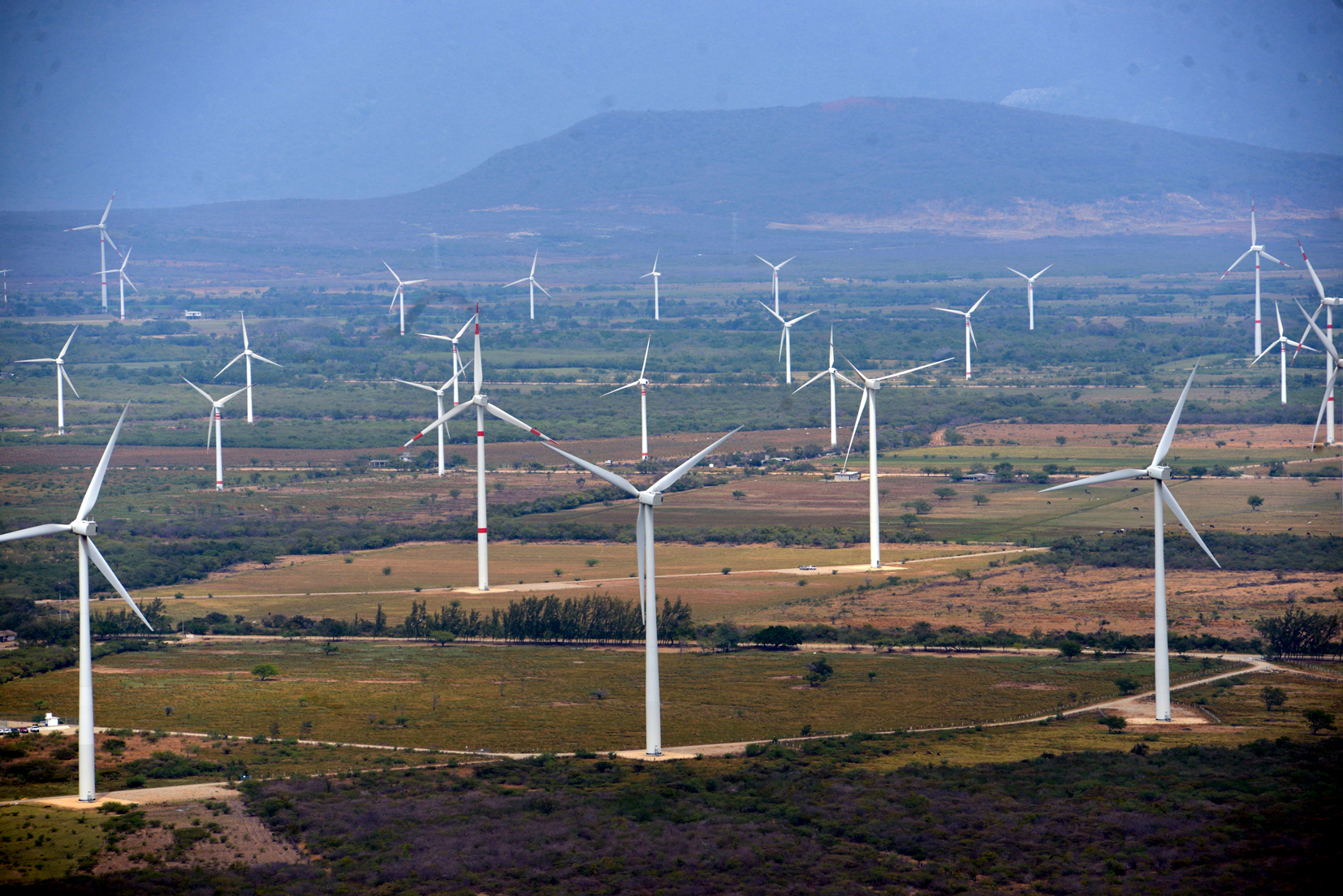
Central Eólica Sureste I, Fase II em Oaxaca.

A produção de energia no México é gerida por empresas estatais: a Comissão Federal de Eletricidade (Comisión Federal de Electricidad, CFE) e a Pemex (Petróleos Mexicanos). A CFE é responsável pela operação de usinas geradoras de eletricidade e sua distribuição em todo o território nacional desde outubro de 2009, quando assumiu a área sob responsabilidade da extinta Luz y Fuerza del Centro. A maior parte da eletricidade é gerada em usinas termoelétricas, embora a CFE opere várias usinas hidrelétricas, bem como a energia eólica, geradores de energia geotérmica e nuclear.
Os recursos naturais são "propriedade da nação" pela constituição. Como tal, o setor petrolífero é administrado pelo governo, com diferentes graus de investimento privado. O México é o sexto maior produtor de petróleo do mundo, com 3,7 milhões de barris por dia.
A Pemex, empresa pública responsável pela prospecção, extração, transporte e comercialização de petróleo e gás natural, bem como a refinação e distribuição de produtos petrolíferos e petroquímicos, é uma das maiores empresas na América Latina, fazendo 86 bilhões de dólares em vendas por ano. A empresa é fortemente tributada, sendo uma importante fonte de receita para o governo. Em 1980 as exportações de petróleo representaram 61,6% do total das exportações, enquanto em 2000 foram apenas 7,3%.
Em 2021, o México tinha, em energia elétrica renovável instalada, 12 671 MW em energia hidroelétrica (19º maior do mundo), 7 692 MW em energia eólica (15º maior do mundo), 7 040 MW em energia solar (18º maior do mundo), 853 MW em biomassa e 976 MW em energia geotérmica (6° maior do mundo).

### Saúde

Hospital do Instituto Mexicano do Seguro Social (IMSS).

Desde o início da década de 1990, o México entrou em um estágio de transição em relação à saúde de sua população e alguns indicadores, como o índice de mortalidade, estão similares àqueles encontrados nos países desenvolvidos. Apesar de todos os mexicanos poderem receber tratamento médico pelo estado, 50,3 milhões de mexicanos não possuíam plano de saúde em 2002. Têm sido feito esforços para aumentar esse número de pessoas, e a administração pretendia completar um sistema de saúde universal até 2011.
A infraestrutura médica do México é muito boa na sua maior parte e pode ser excelente nas principais cidades, mas nas áreas rurais e comunidades indígenas a cobertura médica é pobre, forçando as populações a viajar para a área urbana mais próxima para receber tratamento médico especializado.
Instituições do estado, como o Instituto Mexicano do Seguro Social (IMSS) e o Instituto de Segurança e Serviços Sociais dos Trabalhadores do Estado (ISSSTE) são as que mais contribuem para a saúde e segurança social. Serviços de saúde privados também são muito importantes e respondem por 13% de todas as unidades médicas do país. O tratamento de saúde nas instituições privadas e a prescrição de remédios no México tem custo um pouco menor que a média de seus vizinhos da América do Norte.

### Transportes

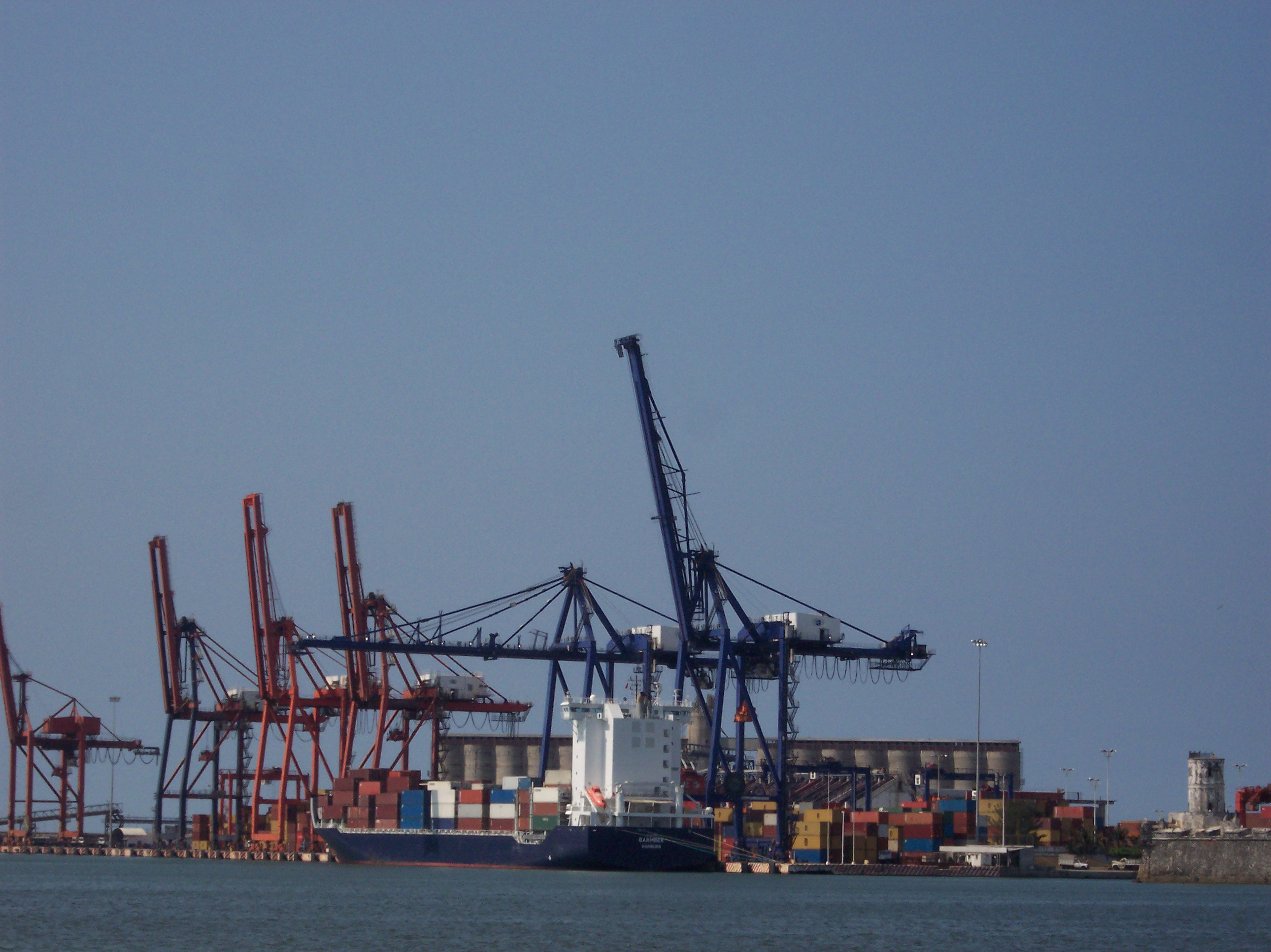
Porto de Veracruz.

A rede de estradas pavimentadas no México é a segunda mais extensa da América Latina, com 116 802 km em 2005 (atrás apenas do Brasil, com 212 798) sendo 10 474 km de vias duplicadas ou vias expressas, a maioria das quais pedagiadas. No entanto, como o México tem uma orografia diversificada, com a maioria do território atravessado por cadeias de montanhas altas, além dos desafios econômicos, que levaram a dificuldades na criação de uma rede integrada de transportes, embora a rede tenha melhorado, ainda não é considerada eficaz o bastante para satisfazer as necessidades nacionais de forma adequada.
O transporte de massa no México é modesto. A maior parte das necessidades de transporte doméstico de passageiros é servida por uma extensa rede de ônibus, com várias dezenas de empresas de exploração por regiões. O transporte de passageiros entre as cidades é limitado.
Um dos primeiros países latino-americanos a promover o desenvolvimento do sistema de transporte de ferrovia, o México possui uma extensa rede ferroviária, com 30 952 km. A maior parte da rede ferroviária é usada principalmente para transporte de mercadorias ou carga industrial, operada principalmente pela Ferrocarriles Nacionales de México (FNM), privatizada em 1997. Apesar de vasta, a rede ainda é considerada ineficiente para atender às demandas econômicas de transporte no país.
Em 1999, o México tinha 1 806 aeroportos, dos quais 233 tinham pistas pavimentadas, sendo que, destes, 35 respondiam por 97% do tráfego de passageiros. O Aeroporto Internacional da Cidade do México é o segundo maior da América Latina — atrás apenas do de Guarulhos, na região metropolitana de São Paulo — e o 44.º maior do mundo, atendendo a cerca de 21 milhões de passageiros por ano.

## Cultura

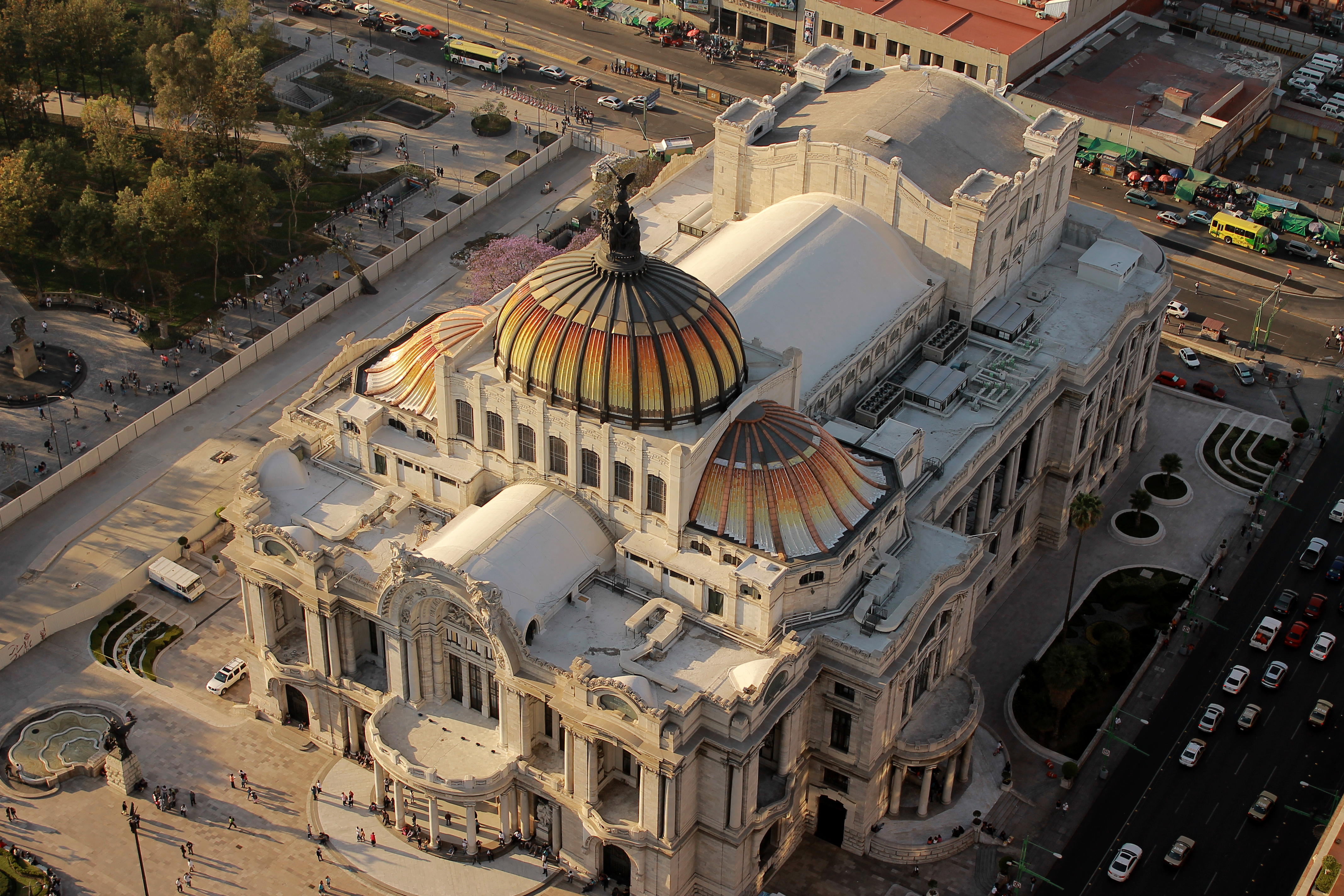
Palacio de Bellas Artes, na Cidade do México.

A cultura mexicana reflete a complexidade da história do país através da mistura das civilizações pré-hispânicas e da cultura da Espanha, transmitida durante a colonização de 300 anos da Espanha no México. Elementos culturais exógenos, principalmente dos Estados Unidos, foram incorporados à cultura mexicana.
A era Porfiriana (el Porfiriato), no final do século XIX e primeira década do século XX, foi marcada pelo progresso econômico e pela paz. Após quatro décadas de conflito civil e guerra, o México assistiu ao desenvolvimento da filosofia e das artes, promovido pelo presidente Díaz. Desde aquele tempo, o que foi acentuado durante a Revolução Mexicana, a identidade cultural teve sua fundação na mestiçagem, cujo elemento é o núcleo indígena.
À luz das diversas etnias que formaram o povo mexicano, José Vasconcelos, em sua publicação "La Raza Cósmica" ("A Raça Cósmica") (1925), definiu o México como um caldeirão de todas as raças (alargando assim a definição do mestiço), não apenas biologicamente mas culturalmente também. Esta exaltação da mestiçagem era uma ideia revolucionária que contrastava fortemente com a ideia de uma raça superior pura predominante na Europa na época.

### Belas artes
A arte pós-revolucionária no México tinha a sua expressão nas obras de artistas renomados como Frida Kahlo, Diego Rivera, José Orozco, Rufino Tamayo, Federico Cantú Garza, David Siqueiros e Juan O'Gorman. Diego Rivera, a figura mais conhecida do muralismo mexicano, pintou o Man at the Crossroads no Rockefeller Center, em Nova Iorque, um imenso mural que foi destruído no ano seguinte devido à inclusão de um retrato do líder comunista russo Lênin. Alguns dos murais de Rivera são exibidos no Palácio Nacional mexicano e no Palácio de Belas Artes.

### Literatura
A literatura do México iniciou-se antes da chegada dos colonizadores europeus, com a produção literária nos assentamentos indígenas da Mesoamérica. O poeta mexicano pré-colombiano mais conhecido é Nezahualcóyotl. A literatura moderna mexicana foi influenciada pelos conceitos da colonização espanhola da América Central. Escritores e poetas coloniais proeminentes incluem Juan Ruiz de Alarcón e Juana Inés de la Cruz.
O poeta Octavio Paz recebeu o Nobel de Literatura em 1990. Outros escritores importantes são: Alfonso Reyes, José Joaquín Fernández de Lizardi, Ignacio Manuel Altamirano, Carlos Fuentes, Renato Leduc, Jaime Labastida, Mariano Azuela e Juan Rulfo. B. Traven escreveu "El tesoro de Sierra Madre", que foi adaptado para o cinema em 1948.

### Cinema
Filmes mexicanos desde a Idade de Ouro entre 1940 e 1950 são os maiores exemplos de cinema latino-americano, com uma enorme indústria comparável à de Hollywood naqueles anos. Foram exportados filmes mexicanos e expostos em toda a América Latina e Europa. Maria Candelaria (1944), de Emilio Fernandez, foi um dos primeiros filmes no Festival de Cannes em 1946, na primeira vez em que o evento foi realizado após a Segunda Guerra Mundial. O famoso diretor espanhol Luis Buñuel nasceu no México. Atores e atrizes famosos deste período incluem María Félix, Pedro Infante, Dolores del Río, Jorge Negrete e os comediantes Cantinflas e Roberto Gomez Bolaños.
Mais recentemente, filmes como Como Água para Chocolate (1992), Cronos (1993), Amores Brutos' (2000), Tu Y Mama También (2001), O Crime do Padre Amaro (2002), O Labirinto do Fauno (2006) e Babel (2006) têm sido bem-sucedidos na criação de histórias universais sobre temas contemporâneos, e foram reconhecidos internacionalmente, como no Festival de Cinema de Cannes. Os diretores mexicanos Alejandro González Iñárritu, Alfonso Cuarón, Guillermo del Toro e o roteirista Guillermo Arriaga são alguns dos mais conhecidos cineastas atuais.

### Culinária
Em 2006, o México apresentou a candidatura de sua gastronomia como parte do Patrimônio Cultural da Humanidade pela UNESCO. Foi a primeira vez em que um país apresentou sua tradição gastronômica para tal posto. No entanto, o resultado foi negativo, porque, de acordo com a decisão, a comissão não colocou ênfase adequada sobre a importância do milho na culinária mexicana. Finalmente, em 16 de novembro de 2010, a culinária mexicana foi reconhecida pela UNESCO como Património Mundial, com o argumento de que a cozinha local manteve sua identidade intacta desde suas raízes pré-hispânicas. O título abrange desde os ingredientes clássicos, como milho, feijão, abóbora e pimentão, até os sabores atuais, influenciados pela colonização europeia.
A cozinha mexicana atual foi estabelecida durante a colonização espanhola, numa mistura de pratos da Espanha com ingredientes indígenas nativos. De origem indígena, são usados na culinária mexicana o milho, a pimenta, a abóbora, o abacate, a batata-doce, o peru, além de outras frutas e temperos. Outros produtos indígenas são os muitos tipos de feijões. Da mesma forma, algumas técnicas de cozinha que são usadas hoje foram herdadas de povos pré-colombianos, como o processamento de milho, os fornos de cozimento de alimentos a-terra, moagem em almofariz e metate. Com os espanhóis vieram as carnes de porco, frango e vaca, pimenta-preta, açúcar, leite e todos os seus derivados, trigo e arroz, cítricos e uma constelação de ingredientes que fazem parte da dieta diária dos mexicanos.
A partir desse encontro de duas culinárias com milênios de antiguidade, nasceu a barbacoa, o mole, pozole e tamal em sua forma atual, o chocolate, uma grande variedade de pães, tacos e o grande repertório de petiscos mexicanos. Também nasceram bebidas como atole, champurrado, chocolate de leite e as águas frescas; sobremesas como o acitrón (doce cristalizado de cacto) e toda uma gama de doces cristalizados; rompope (uma bebida alcoólica com gema de ovo), cajeta (um caramelo de leite de cabra), jericaya (doce típico mexicano com leite, ovos e outros ingredientes), bem como grande variedade de iguarias criadas nos conventos em todas as partes do país.
Algumas bebidas mexicanas superaram suas fronteiras e são consumidas diariamente na América Central, Estados Unidos, Canadá, Espanha e Filipinas, como no caso da Água de Jamaica, horchata de arroz, a margarita e a tequila.

### Esportes

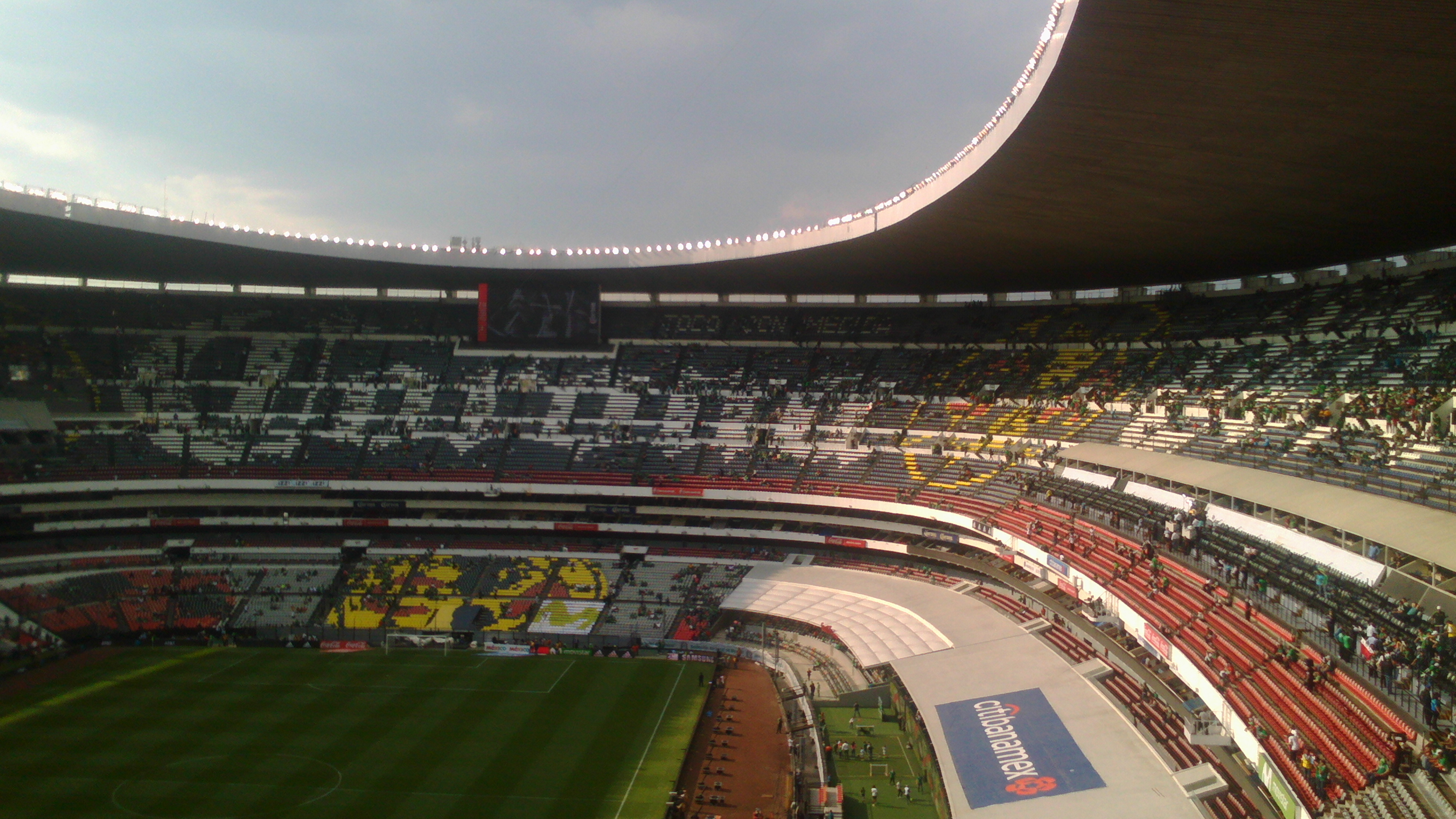
Estádio Azteca na Cidade do México.

A Cidade do México organizou os Jogos Olímpicos de Verão de 1968, tornando-se a primeira cidade latino-americana a receber o evento. O país também recebeu a Copa do Mundo da FIFA duas vezes, em 1970 e 1986, além de receber a de 2026, dividindo sede com os Estados Unidos e o Canadá. O esporte mais popular do México é o futebol. Com frequência, acredita-se que o futebol foi introduzido no México pelos mineiros córnicos no final do século XIX. Em 1902, uma liga de cinco equipes emergiu com uma forte influência britânica. Os maiores campeões da Liga MX, a principal competição do país são o América (16 títulos), o Guadalajara (12 títulos), o Toluca (11 títulos), o Cruz Azul (9 títulos), o Tigres UANL e o Club León(ambos com 8). Antonio Carbajal foi o primeiro jogador a jogar em cinco Copas do Mundo e Hugo Sánchez foi nomeado o melhor jogador da CONCACAF do século XX pela IFFHS.

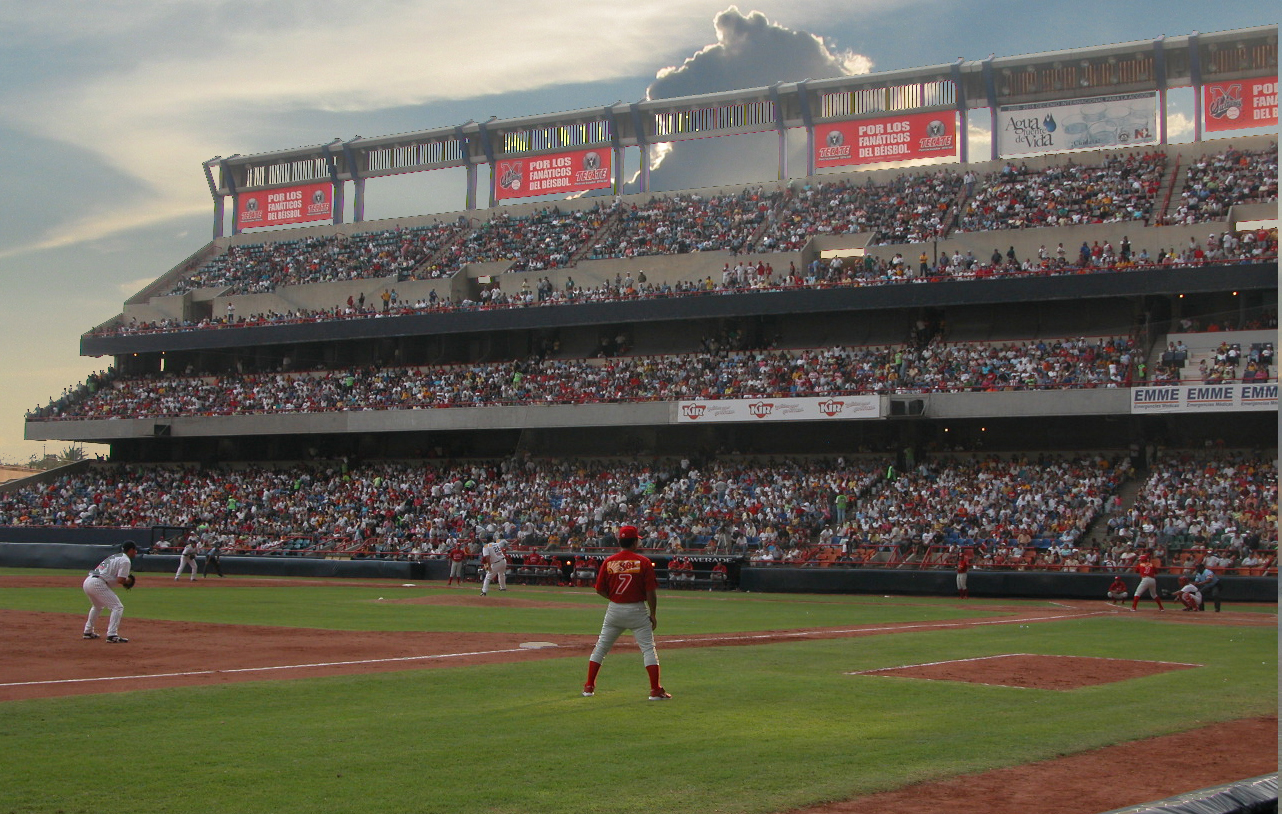
Estádio de beisebol de Monterrey.

A liga de beisebol profissional do país é nomeada Liga Mexicana de Béisbol. Embora geralmente não seja tão forte como os Estados Unidos, os países do Caribe e o Japão, o México conseguiu vários títulos internacionais de beisebol. As equipes mexicanas ganharam a Série do Caribe nove vezes. O México teve vários jogadores contratados pelas equipes da Major League Baseball, sendo o mais famoso deles o artilheiro Fernando Valenzuela, dos Los Angeles Dodgers. Em 2013, a Seleção Mexicana de Basquetebol venceu a Copa América de Basquetebol Masculino e se classificou para o Campeonato Mundial de Basquetebol Masculino de 2014, onde alcançou os playoffs. Por causa dessas conquistas, o país obteve os direitos de hospedar a Copa América de Basquetebol Masculino de 2015.
A tourada é um esporte popular no país e quase todas as grandes cidades têm praças de touros. A Plaza México, na Cidade do México, é a maior praça de touros do mundo, com capacidade para 55 mil pessoas. A lucha libre é um esporte popular com campeonatos nacionais, como AAA, CMLL e outros.
Historicamente, o México tem sido um país de sucesso nos esportes de combate. O país é uma potência internacional no boxe profissional (no nível amador, várias medalhas olímpicas de boxe também foram conquistadas pelo México). No taekwondo, segundo esporte mais praticado em nível nacional e no qual é também uma potência, é um dos mais bem-sucedidos tanto nos Jogos Olímpicos quanto nos Jogos Pan-Americanos com 7 e 58 medalhas, respectivamente. No MMA também há campeões mundiais mexicanos, tendo até a honra de ser o único país hispano-americano que tem campeões no UFC, a promoção mais importante do esporte. Por fim, esportes como o judô e o caratê também tiveram representantes talentosos de origem mexicana, embora em menor proporção. Entre os atletas de combate mais notáveis estão os boxeadores Salvador Sánchez e Julio César Chávez; Os lutadores de MMA Yair Rodríguez e Alexa Grasso; e a taekwondista María Espinoza.

### Feriados
| Dia                                                  | Nome local                              | Nome em português                      |
| ---------------------------------------------------- | --------------------------------------- | -------------------------------------- |
| 1 de janeiro                                         | Año Nuevo                               | Ano Novo                               |
| 5 de fevereiro (primeira segunda-feira de fevereiro) | Aniversario de la Constitución Mexicana | Aniversario da Constituição Mexicana   |
| 21 de março (terceira segunda-feira de março)        | Natalicio de Benito Juárez              | Nascimento de Benito Juárez            |
| 1 de maio                                            | Día del Trabajo                         | Dia do Trabalho                        |
| 16 de setembro                                       | Día de la Independencia                 | Dia da Independência                   |
| 20 de novembro (terceira segunda-feira de novembro)  | Aniversario de la Revolución Mexicana   | Aniversário da Revolução Mexicana      |
| 1 de dezembro (a cada 6 anos)                        | Transmisión del Poder Ejecutivo Federal | Transmissão do Poder Executivo Federal |
| 25 de dezembro                                       | Navidad                                 | Natal                                  |